# Elecciones provinciales de Santa Fe de 2003
Las elecciones generales de la provincia de Santa Fe de 2003 tuvieron lugar el 7 de septiembre del mencionado año con el objetivo de elegir al Gobernador para el período 2003-2007, a los 50 miembros de la Cámara de Diputados, y a los 19 miembros del Senado Provincial. En la elección de gobernador se utilizó la ley de doble voto simultáneo (ley de lemas), siendo los últimos comicios donde se utilizaría. Para la elección de diputados se usó el sistema de "mayoría automática", que daba 28 diputados al partido más votado independientemente de su porcentaje.
El resultado de los comicios fue polémico por el hecho de que Hermes Binner, candidato del Partido Socialista, obtuvo el 42.40% de los votos, mientras que el voto del peronismo (50.96%) estuvo profundamente dividido y Jorge Obeid, que quedó en segundo lugar con el 24.42%, casi 18 puntos detrás de Binner, fue beneficiado por la ley de lemas y electo gobernador a pesar de la aplastante diferencia de casi dieciocho puntos del candidato socialista. El justicialismo mantuvo también la mayoría en ambas cámaras de la Legislatura Provincial.
La controvertida elección de Obeid llevó a la derogación de la ley de lemas un año más tarde. En las siguientes elecciones, Binner triunfó por amplio margen.

## Reglas electorales
- Gobernador y vicegobernador electos por doble voto simultáneo.
- 50 diputados, la totalidad de los miembros de la Cámara de Diputados Provincial. Electos por toda la provincia con 28 bancas reservadas para el partido más votado y 22 a los demás partidos, en proporción de los votos que hubieren logrado, usando doble voto simultáneo.
- 19 senadores, la totalidad de los miembros de la Cámara de Senadores Provincial. Electo un senador por cada uno de los 19 departamentos en los que se divide la provincia, usando doble voto simultáneo.

## Resultados

### Gobernador y vicegobernador
| Lema                        | Lema                               | Fórmula                 | Fórmula                          | Sublema                 | Sublema               | Sublema               | Lema      | Lema  |
| Lema                        | Lema                               | Gobernador              | Vicegobernador                   | Sublema                 | Votos                 | %                     | Votos     | %     |
| --------------------------- | ---------------------------------- | ----------------------- | -------------------------------- | ----------------------- | --------------------- | --------------------- | --------- | ----- |
|                             | Partido Justicialista              | Jorge Obeid             | María Eugenia Bielsa             | Frente para la Victoria | 129.058               | 17,89                 | 721.394   | 50,23 |
| Santa Fe en Crecimiento     | Partido Justicialista              | Jorge Obeid             | María Eugenia Bielsa             | 82.556                  | 11,44                 |                       | 721.394   | 50,23 |
| Una Sola Santa Fe           | Partido Justicialista              | Jorge Obeid             | María Eugenia Bielsa             | 47.062                  | 6,52                  |                       | 721.394   | 50,23 |
| Santa Fe Productiva         | Partido Justicialista              | Jorge Obeid             | María Eugenia Bielsa             | 46.676                  | 6,47                  |                       | 721.394   | 50,23 |
| La Corriente Fundadora      | Partido Justicialista              | Jorge Obeid             | María Eugenia Bielsa             | 25.381                  | 3,52                  |                       | 721.394   | 50,23 |
| Corriente de Acción Vecinal | Partido Justicialista              | Jorge Obeid             | María Eugenia Bielsa             | 15.011                  | 2,08                  |                       | 721.394   | 50,23 |
| Total                       | Partido Justicialista              | Jorge Obeid             | María Eugenia Bielsa             | 345.744                 | 47,93                 |                       | 721.394   | 50,23 |
| Alberto Nazareno Hammerly   | Partido Justicialista              | Esteban Raúl Borgonovo  | Por Santa Fe                     | 126.662                 | 17,56                 |                       | 721.394   | 50,23 |
| Alberto Nazareno Hammerly   | Partido Justicialista              | Esteban Raúl Borgonovo  | Producción y Trabajo             | 42.913                  | 5,95                  |                       | 721.394   | 50,23 |
| Alberto Nazareno Hammerly   | Partido Justicialista              | Esteban Raúl Borgonovo  | Todos por Santa Fe               | 36.235                  | 5,02                  |                       | 721.394   | 50,23 |
| Alberto Nazareno Hammerly   | Partido Justicialista              | Esteban Raúl Borgonovo  | Juntos por Santa Fe              | 31.696                  | 4,39                  |                       | 721.394   | 50,23 |
| Alberto Nazareno Hammerly   | Partido Justicialista              | Esteban Raúl Borgonovo  | Unidos por Santa Fe              | 21.195                  | 2,94                  |                       | 721.394   | 50,23 |
| Alberto Nazareno Hammerly   | Partido Justicialista              | Esteban Raúl Borgonovo  | Total                            | 258.701                 | 35,86                 |                       | 721.394   | 50,23 |
| Héctor Cavallero            | Partido Justicialista              | Oscar Pedro Alloatti    | Trabajando por Santa Fe          | 31.889                  | 4,42                  |                       | 721.394   | 50,23 |
| Héctor Cavallero            | Partido Justicialista              | Oscar Pedro Alloatti    | Cambio Participativo             | 28.526                  | 3,95                  |                       | 721.394   | 50,23 |
| Héctor Cavallero            | Partido Justicialista              | Oscar Pedro Alloatti    | Nueva Generación                 | 19.031                  | 2,64                  |                       | 721.394   | 50,23 |
| Héctor Cavallero            | Partido Justicialista              | Oscar Pedro Alloatti    | Total                            | 79.446                  | 11,01                 |                       | 721.394   | 50,23 |
| Daniel Alberto Peressotti   | Partido Justicialista              | Celestino Ángel Marini  | El Tren K para la Victoria       | 19.120                  | 2,65                  |                       | 721.394   | 50,23 |
| Jorge Raúl Giorgetti        | Partido Justicialista              | Salvador Jaeff          | Para Producir y Distribuir       | 17.144                  | 2,38                  |                       | 721.394   | 50,23 |
| Votos al lema               | Votos al lema                      | Votos al lema           | 1.239                            | 0,17                    |                       |                       | 721.394   | 50,23 |
|                             | Encuentro Progresista              | Hermes Binner           | Miguel Ángel de la Merced Paulón | Concertación Ciudadana  | 234.603               | 39,69                 | 639.440   | 44,53 |
| Santa Fe Pujante            | Encuentro Progresista              | Hermes Binner           | Miguel Ángel de la Merced Paulón | 81.442                  | 12,74                 |                       | 639.440   | 44,53 |
| Primero Santa Fe            | Encuentro Progresista              | Hermes Binner           | Miguel Ángel de la Merced Paulón | 80.554                  | 12,60                 |                       | 639.440   | 44,53 |
| Coalición por Santa Fe      | Encuentro Progresista              | Hermes Binner           | Miguel Ángel de la Merced Paulón | 76.890                  | 12,02                 |                       | 639.440   | 44,53 |
| Participación Vecinal       | Encuentro Progresista              | Hermes Binner           | Miguel Ángel de la Merced Paulón | 74.732                  | 11,69                 |                       | 639.440   | 44,53 |
| Poder del Pueblo            | Encuentro Progresista              | Hermes Binner           | Miguel Ángel de la Merced Paulón | 52.028                  | 8,14                  |                       | 639.440   | 44,53 |
| Total                       | Encuentro Progresista              | Hermes Binner           | Miguel Ángel de la Merced Paulón | 600.249                 | 93,87                 |                       | 639.440   | 44,53 |
| Santiago Ángel Mascheroni   | Encuentro Progresista              | Pedro Juan Morini       | Mejor Santa Fe                   | 14.159                  | 2,21                  |                       | 639.440   | 44,53 |
| Santiago Ángel Mascheroni   | Encuentro Progresista              | Pedro Juan Morini       | Compromiso con la Gente          | 12.649                  | 1,98                  |                       | 639.440   | 44,53 |
| Santiago Ángel Mascheroni   | Encuentro Progresista              | Pedro Juan Morini       | Participación Ciudadana          | 8.138                   | 1,27                  |                       | 639.440   | 44,53 |
| Santiago Ángel Mascheroni   | Encuentro Progresista              | Pedro Juan Morini       | Total                            | 34.946                  | 5,47                  |                       | 639.440   | 44,53 |
| Mario Raimundo Papaleo      | Encuentro Progresista              | Abelardo Abel Taboada   | Santafesinos por Santa Fe        | 3.386                   | 0,53                  |                       | 639.440   | 44,53 |
| Votos al lema               | Votos al lema                      | Votos al lema           | 859                              | 0,13                    |                       |                       | 639.440   | 44,53 |
|                             | Partido Demócrata Progresista      | Carlos Caballero Martín | Fabiana Andrea Suárez            | Crecimiento y Progreso  | 18.623                | 54,16                 | 34.388    | 2,39  |
| Movimiento Federal Recrear  | Partido Demócrata Progresista      | Carlos Caballero Martín | Fabiana Andrea Suárez            | 15.690                  | 45,63                 |                       | 34.388    | 2,39  |
| Votos al lema               | Votos al lema                      | Votos al lema           | 75                               | 0,22                    |                       |                       | 34.388    | 2,39  |
|                             | Izquierda Unida                    | Daniel Moisés Silber    | Oscar Reinaldo Ramón Juárez      | —                       | —                     | —                     | 9.220     | 0,64  |
|                             | Partido Humanista                  | Silvia Susana Gómez     | Gabriel Luis Parnisari           | —                       | —                     | —                     | 5.256     | 0,37  |
|                             | Partido Obrero                     | María Elena Molina      | Miguel Ángel Martorell           | —                       | —                     | —                     | 4.648     | 0,32  |
|                             | Círculo de Integración Republicana | Jorge Roberto Sales     | Ramiro Ignacio del Sastre        | —                       | —                     | —                     | 1.311     | 0,09  |
| Votos positivos             | Votos positivos                    | Votos positivos         | Votos positivos                  | Votos positivos         | Votos positivos       | Votos positivos       | 1.415.657 | 83,73 |
| Votos en blanco             | Votos en blanco                    | Votos en blanco         | Votos en blanco                  | Votos en blanco         | Votos en blanco       | Votos en blanco       | 254.696   | 15,06 |
| Votos anulados              | Votos anulados                     | Votos anulados          | Votos anulados                   | Votos anulados          | Votos anulados        | Votos anulados        | 20.394    | 1,21  |
| Participación               | Participación                      | Participación           | Participación                    | Participación           | Participación         | Participación         | 1.690.747 | 75,63 |
| Electores registrados       | Electores registrados              | Electores registrados   | Electores registrados            | Electores registrados   | Electores registrados | Electores registrados | 2.235.568 | 100   |
| Fuentes:                    |                                    |                         |                                  |                         |                       |                       |           |       |

### Cámara de Diputados
| Lema | Lema                                      | Candidatos | Sublema                 | Sublema               | Sublema               | Sublema               | Lema      | Lema  | Lema   |
| Lema | Lema                                      | Candidatos | Sublema                 | Votos                 | %                     | Bancas                | Votos     | %     | Bancas |
| --- | ----------------------------------------- | --- | ----------------------- | --------------------- | --------------------- | --------------------- | --------- | ----- | ------ |
| | Partido Justicialista                     | Ver candidatos: 1. Roberto A. Rosúa 2. Ricardo Peirone 3. María Celia Costa 4. Roberto G. Dehesa 5. Mario Lacava 6. Francisca Sánchez 7. Ariel dalla Fontana 8. José F. Pividori 9. María R. Stanoevich 10. Roberto Mirabella 11. Marcelo Darío Scataglini 12. Julia A. Pesaresi 13. Marcelo Luis Gastaldi 14. José María Vázquez 15. Nora Alicia Mionis 16. Roberto L. Meli 17. Ricardo Elías Dech 18. Gresia Aida Estela di 19. Roberto Oscar González 20. Juan Carlos Pastore 21. María Laura Piaggio 22. Cristian Pablo Recchio 23. Roberto Alberdi 24. Mirta Teresa Cena 25. Víctor M. Cravero 26. Carlos Alberto Coppari 27. Mirta Delia Stefano 28. Juan Carlos Biagioni                                                                                       | Frente para la Victoria | 104.610               | 16,07                 | 13/28                 | 650.778   | 51,01 | 28/50  |
| Santa Fe en Crecimiento | Partido Justicialista                     | Ver candidatos: 1. Roberto A. Rosúa 2. Ricardo Peirone 3. María Celia Costa 4. Roberto G. Dehesa 5. Mario Lacava 6. Francisca Sánchez 7. Ariel dalla Fontana 8. José F. Pividori 9. María R. Stanoevich 10. Roberto Mirabella 11. Marcelo Darío Scataglini 12. Julia A. Pesaresi 13. Marcelo Luis Gastaldi 14. José María Vázquez 15. Nora Alicia Mionis 16. Roberto L. Meli 17. Ricardo Elías Dech 18. Gresia Aida Estela di 19. Roberto Oscar González 20. Juan Carlos Pastore 21. María Laura Piaggio 22. Cristian Pablo Recchio 23. Roberto Alberdi 24. Mirta Teresa Cena 25. Víctor M. Cravero 26. Carlos Alberto Coppari 27. Mirta Delia Stefano 28. Juan Carlos Biagioni                                                                                       | 68.170                  | 10,48                 |                       | 13/28                 | 650.778   | 51,01 | 28/50  |
| Una Sola Santa Fe | Partido Justicialista                     | Ver candidatos: 1. Roberto A. Rosúa 2. Ricardo Peirone 3. María Celia Costa 4. Roberto G. Dehesa 5. Mario Lacava 6. Francisca Sánchez 7. Ariel dalla Fontana 8. José F. Pividori 9. María R. Stanoevich 10. Roberto Mirabella 11. Marcelo Darío Scataglini 12. Julia A. Pesaresi 13. Marcelo Luis Gastaldi 14. José María Vázquez 15. Nora Alicia Mionis 16. Roberto L. Meli 17. Ricardo Elías Dech 18. Gresia Aida Estela di 19. Roberto Oscar González 20. Juan Carlos Pastore 21. María Laura Piaggio 22. Cristian Pablo Recchio 23. Roberto Alberdi 24. Mirta Teresa Cena 25. Víctor M. Cravero 26. Carlos Alberto Coppari 27. Mirta Delia Stefano 28. Juan Carlos Biagioni                                                                                       | 38.585                  | 5,93                  |                       | 13/28                 | 650.778   | 51,01 | 28/50  |
| Santa Fe Productiva | Partido Justicialista                     | Ver candidatos: 1. Roberto A. Rosúa 2. Ricardo Peirone 3. María Celia Costa 4. Roberto G. Dehesa 5. Mario Lacava 6. Francisca Sánchez 7. Ariel dalla Fontana 8. José F. Pividori 9. María R. Stanoevich 10. Roberto Mirabella 11. Marcelo Darío Scataglini 12. Julia A. Pesaresi 13. Marcelo Luis Gastaldi 14. José María Vázquez 15. Nora Alicia Mionis 16. Roberto L. Meli 17. Ricardo Elías Dech 18. Gresia Aida Estela di 19. Roberto Oscar González 20. Juan Carlos Pastore 21. María Laura Piaggio 22. Cristian Pablo Recchio 23. Roberto Alberdi 24. Mirta Teresa Cena 25. Víctor M. Cravero 26. Carlos Alberto Coppari 27. Mirta Delia Stefano 28. Juan Carlos Biagioni                                                                                       | 37.982                  | 5,84                  |                       | 13/28                 | 650.778   | 51,01 | 28/50  |
| La Corriente Fundadora | Partido Justicialista                     | Ver candidatos: 1. Roberto A. Rosúa 2. Ricardo Peirone 3. María Celia Costa 4. Roberto G. Dehesa 5. Mario Lacava 6. Francisca Sánchez 7. Ariel dalla Fontana 8. José F. Pividori 9. María R. Stanoevich 10. Roberto Mirabella 11. Marcelo Darío Scataglini 12. Julia A. Pesaresi 13. Marcelo Luis Gastaldi 14. José María Vázquez 15. Nora Alicia Mionis 16. Roberto L. Meli 17. Ricardo Elías Dech 18. Gresia Aida Estela di 19. Roberto Oscar González 20. Juan Carlos Pastore 21. María Laura Piaggio 22. Cristian Pablo Recchio 23. Roberto Alberdi 24. Mirta Teresa Cena 25. Víctor M. Cravero 26. Carlos Alberto Coppari 27. Mirta Delia Stefano 28. Juan Carlos Biagioni                                                                                       | 19.901                  | 3,06                  |                       | 13/28                 | 650.778   | 51,01 | 28/50  |
| Total | Partido Justicialista                     | Ver candidatos: 1. Roberto A. Rosúa 2. Ricardo Peirone 3. María Celia Costa 4. Roberto G. Dehesa 5. Mario Lacava 6. Francisca Sánchez 7. Ariel dalla Fontana 8. José F. Pividori 9. María R. Stanoevich 10. Roberto Mirabella 11. Marcelo Darío Scataglini 12. Julia A. Pesaresi 13. Marcelo Luis Gastaldi 14. José María Vázquez 15. Nora Alicia Mionis 16. Roberto L. Meli 17. Ricardo Elías Dech 18. Gresia Aida Estela di 19. Roberto Oscar González 20. Juan Carlos Pastore 21. María Laura Piaggio 22. Cristian Pablo Recchio 23. Roberto Alberdi 24. Mirta Teresa Cena 25. Víctor M. Cravero 26. Carlos Alberto Coppari 27. Mirta Delia Stefano 28. Juan Carlos Biagioni                                                                                       | 269.248                 | 41,37                 |                       | 13/28                 | 650.778   | 51,01 | 28/50  |
| Ver candidatos: 1. Federico Reutemann 2. Liliana Meotto 3. Danilo Héctor Kilibarda 4. Edmundo Carlos Barrera 5. Jorge Lagna 6. Adriana G. Cavutto 7. Mario C. Esquivel 8. Claudio Tibaldo 9. Laura Venesia 10. Livio Antonio Strada 11. José A. Maccerola 12. Nanci G. Strauss 13. Carlos D. Parola 14. José A. Ugalde 15. Elida B. Schachner 16. Gustavo Nardelli 17. Marta S. Gutiérrez 18. Pedro L. Giardino 19. Roberto R. Cane 20. Susana Broda 21. Domingo J. Pochettino 22. Carlos Alberto Paganini 23. Jorgelina Yedro 24. Fernando G. Mazziotta 25. Pedro Santiago Neme 26. Magdalena Matilde Sarache 27. Ricardo Julio Principe 28. Juan P. Attademo | Partido Justicialista                     | Por Santa Fe | 125.225                 | 19,24                 | 9/28                  |                       | 650.778   | 51,01 | 28/50  |
| Ver candidatos: 1. Federico Reutemann 2. Liliana Meotto 3. Danilo Héctor Kilibarda 4. Edmundo Carlos Barrera 5. Jorge Lagna 6. Adriana G. Cavutto 7. Mario C. Esquivel 8. Claudio Tibaldo 9. Laura Venesia 10. Livio Antonio Strada 11. José A. Maccerola 12. Nanci G. Strauss 13. Carlos D. Parola 14. José A. Ugalde 15. Elida B. Schachner 16. Gustavo Nardelli 17. Marta S. Gutiérrez 18. Pedro L. Giardino 19. Roberto R. Cane 20. Susana Broda 21. Domingo J. Pochettino 22. Carlos Alberto Paganini 23. Jorgelina Yedro 24. Fernando G. Mazziotta 25. Pedro Santiago Neme 26. Magdalena Matilde Sarache 27. Ricardo Julio Principe 28. Juan P. Attademo | Partido Justicialista                     | Todos por Santa Fe | 35.501                  | 5,46                  | 9/28                  |                       | 650.778   | 51,01 | 28/50  |
| Ver candidatos: 1. Federico Reutemann 2. Liliana Meotto 3. Danilo Héctor Kilibarda 4. Edmundo Carlos Barrera 5. Jorge Lagna 6. Adriana G. Cavutto 7. Mario C. Esquivel 8. Claudio Tibaldo 9. Laura Venesia 10. Livio Antonio Strada 11. José A. Maccerola 12. Nanci G. Strauss 13. Carlos D. Parola 14. José A. Ugalde 15. Elida B. Schachner 16. Gustavo Nardelli 17. Marta S. Gutiérrez 18. Pedro L. Giardino 19. Roberto R. Cane 20. Susana Broda 21. Domingo J. Pochettino 22. Carlos Alberto Paganini 23. Jorgelina Yedro 24. Fernando G. Mazziotta 25. Pedro Santiago Neme 26. Magdalena Matilde Sarache 27. Ricardo Julio Principe 28. Juan P. Attademo | Partido Justicialista                     | Unidos por Santa Fe | 20.734                  | 3,19                  | 9/28                  |                       | 650.778   | 51,01 | 28/50  |
| Ver candidatos: 1. Federico Reutemann 2. Liliana Meotto 3. Danilo Héctor Kilibarda 4. Edmundo Carlos Barrera 5. Jorge Lagna 6. Adriana G. Cavutto 7. Mario C. Esquivel 8. Claudio Tibaldo 9. Laura Venesia 10. Livio Antonio Strada 11. José A. Maccerola 12. Nanci G. Strauss 13. Carlos D. Parola 14. José A. Ugalde 15. Elida B. Schachner 16. Gustavo Nardelli 17. Marta S. Gutiérrez 18. Pedro L. Giardino 19. Roberto R. Cane 20. Susana Broda 21. Domingo J. Pochettino 22. Carlos Alberto Paganini 23. Jorgelina Yedro 24. Fernando G. Mazziotta 25. Pedro Santiago Neme 26. Magdalena Matilde Sarache 27. Ricardo Julio Principe 28. Juan P. Attademo | Partido Justicialista                     | Total | 181.460                 | 27,88                 | 9/28                  |                       | 650.778   | 51,01 | 28/50  |
| Ver candidatos: 1. Oscar Daniel Urruty 2. Ricardo Abel Reynoso 3. Miriam Isabel Benítez 4. Violeta Guadalupe Quiroz 5. Oscar José Beban 6. Oreste Alfredo Rabbi 7. Jorge Raúl Monasterolo 8. Rosana Miryam Valiente 9. Héctor Rubén Ríos 10. Agustín Raúl Sarla 11. Luis Rubén Bortule 12. Claudia Alejandra Giaccone 13. Gustavo Jesús Sánchez 14. Rubén Cuello 15. Analía Camaroto 16. Cristian Gabriel Aleart 17. José Luis Ocampo 18. María Florencia Santinelli 19. Mario Antonio Mounier 20. Enrique Alfredo Mualen 21. Cristina Sambrano 22. Marisol Antonelli 23. Germán Alberto Leguizamón 24. Félix Horacio Ullúa 25. Marcela Fabiana Carretero 26. Marcelo Alejandro Chinellato 27. José Carlos Díaz 28. Gonzalo Diego Rodríguez                       | Partido Justicialista                     | Cambio Participativo | 22.534                  | 3,46                  | 3/28                  |                       | 650.778   | 51,01 | 28/50  |
| Ver candidatos: 1. Oscar Daniel Urruty 2. Ricardo Abel Reynoso 3. Miriam Isabel Benítez 4. Violeta Guadalupe Quiroz 5. Oscar José Beban 6. Oreste Alfredo Rabbi 7. Jorge Raúl Monasterolo 8. Rosana Miryam Valiente 9. Héctor Rubén Ríos 10. Agustín Raúl Sarla 11. Luis Rubén Bortule 12. Claudia Alejandra Giaccone 13. Gustavo Jesús Sánchez 14. Rubén Cuello 15. Analía Camaroto 16. Cristian Gabriel Aleart 17. José Luis Ocampo 18. María Florencia Santinelli 19. Mario Antonio Mounier 20. Enrique Alfredo Mualen 21. Cristina Sambrano 22. Marisol Antonelli 23. Germán Alberto Leguizamón 24. Félix Horacio Ullúa 25. Marcela Fabiana Carretero 26. Marcelo Alejandro Chinellato 27. José Carlos Díaz 28. Gonzalo Diego Rodríguez                       | Partido Justicialista                     | Trabajando por Santa Fe | 29.294                  | 4,50                  | 3/28                  |                       | 650.778   | 51,01 | 28/50  |
| Ver candidatos: 1. Oscar Daniel Urruty 2. Ricardo Abel Reynoso 3. Miriam Isabel Benítez 4. Violeta Guadalupe Quiroz 5. Oscar José Beban 6. Oreste Alfredo Rabbi 7. Jorge Raúl Monasterolo 8. Rosana Miryam Valiente 9. Héctor Rubén Ríos 10. Agustín Raúl Sarla 11. Luis Rubén Bortule 12. Claudia Alejandra Giaccone 13. Gustavo Jesús Sánchez 14. Rubén Cuello 15. Analía Camaroto 16. Cristian Gabriel Aleart 17. José Luis Ocampo 18. María Florencia Santinelli 19. Mario Antonio Mounier 20. Enrique Alfredo Mualen 21. Cristina Sambrano 22. Marisol Antonelli 23. Germán Alberto Leguizamón 24. Félix Horacio Ullúa 25. Marcela Fabiana Carretero 26. Marcelo Alejandro Chinellato 27. José Carlos Díaz 28. Gonzalo Diego Rodríguez                       | Partido Justicialista                     | Nueva Generación | 15.569                  | 2,39                  | 3/28                  |                       | 650.778   | 51,01 | 28/50  |
| Ver candidatos: 1. Oscar Daniel Urruty 2. Ricardo Abel Reynoso 3. Miriam Isabel Benítez 4. Violeta Guadalupe Quiroz 5. Oscar José Beban 6. Oreste Alfredo Rabbi 7. Jorge Raúl Monasterolo 8. Rosana Miryam Valiente 9. Héctor Rubén Ríos 10. Agustín Raúl Sarla 11. Luis Rubén Bortule 12. Claudia Alejandra Giaccone 13. Gustavo Jesús Sánchez 14. Rubén Cuello 15. Analía Camaroto 16. Cristian Gabriel Aleart 17. José Luis Ocampo 18. María Florencia Santinelli 19. Mario Antonio Mounier 20. Enrique Alfredo Mualen 21. Cristina Sambrano 22. Marisol Antonelli 23. Germán Alberto Leguizamón 24. Félix Horacio Ullúa 25. Marcela Fabiana Carretero 26. Marcelo Alejandro Chinellato 27. José Carlos Díaz 28. Gonzalo Diego Rodríguez                       | Partido Justicialista                     | Total | 67.397                  | 10,36                 | 3/28                  |                       | 650.778   | 51,01 | 28/50  |
| Ver candidatos: 1. Alberto Maguid 2. Jorge A. Cura 3. Alicia Hanlon 4. José Ortiz 5. Ricardo A. Allegretti 6. Mirta N. Bellato 7. Héctor Colombini 8. José Mancinelli 9. Alejandra Bravo 10. Fernando José Borello 11. Luis Ramos 12. Olga Gauna 13. Fabián Marino 14. Juan Corgnalli 15. Ana María Baroni 16. Omar Pérez 17. Hugo Jara 18. Manuela Felisa López 19. Hugo Ricardo Acuña 20. Guillermo Torroba 21. Stella Pérez 22. Juan P. Attademo 23. Hugo Marcelo Barros 24. María Rosa Rojas 25. José Babaya 26. Enrique César 27. Norma Miño 28. Jorge Brizuela | Partido Justicialista                     | Producción y Trabajo | 49.128                  | 7,55                  | 2/28                  |                       | 650.778   | 51,01 | 28/50  |
| Ver candidatos: 1. Carlos Alberto Castellani 2. Héctor Vicentin 3. Graciela Mercedes Palu 4. Miguel Ángel Fiorante 5. Daniel Orlando Bertona 6. Silvia Beatriz Vera 7. Néstor Jorge Neme 8. Roberto Malta 9. Gallardo Ana Dolores Maina 10. Albino Francisco Moreno 11. Carlos Raúl Bensimon 12. Verónica Martha Pozzi 13. Walter Jesús Eiguren 14. Mario Bravi 15. Marta Beatriz Porta 16. Carmen Villalobos 17. Carlos B. Gigena 18. Felice Néstor de 19. Guillermo Pablo Grisolía 20. Yolanda Beatriz Biondo 21. Helio José Rattaro 22. Mors Adolfo Rojas 23. Liliana Santillán 24. Atilio Darío Silva 25. Gabriel Gauna 26. Ricardo Luis Barone 27. Irma Romero 28. Víctor Gariglio                                                                           | Partido Justicialista                     | Juntos por Santa Fe | 30.947                  | 4,76                  | 1/28                  |                       | 650.778   | 51,01 | 28/50  |
| Ver candidatos: 1. Jorge R. Giorgetti 2. Salvador Jaef 3. María Herminia Grande 4. Isla Fermín L. de 5. Roberto M. Rioja 6. María Z. Amadei 7. Persico Sergio J. López 8. Ricardo Gramegna 9. Natalia Gómez 10. Ricardo Ferreyra 11. Crespo Ramiro Avile 12. María A. Cisana 13. Gastón Minardi 14. Oscar A. Cicarelli 15. Gladys B. Silvestro 16. Ramón Calvet 17. José Luis Rosetto 18. Marta M. Macco 19. Juan Carlos Roffinelli 20. Gerardo Raúl Segui 21. Vilma Chuard 22. Alberto Julio Nasi 23. Mirtha Rodríguez 24. Marcos Antonelli 25. Ramón R. López 26. Fernando Ventura 27. Teresa M. Benítez 28. Carlos G. Paoli | Partido Justicialista                     | Para Producir y Distribuir | 19.354                  | 2,97                  | —                     |                       | 650.778   | 51,01 | 28/50  |
| Ver candidatos: 1. Héctor Miguel Caballero 2. Osvaldo Rubén Dinolfo 3. Nadal Carina Sánchez 4. Carlos Luis Ferraris 5. Eduardo Luis Vázquez 6. Lydia Aurora Caballero 7. Gustavo Daniel Musuruana 8. Guillermo Herbin Berli 9. Julia Graciela Santander 10. Giacomo Federico di 11. Eduardo Sedlacek 12. Susana Mori 13. Luis Gabriel Rojas 14. Vilma Lydia López 15. Eduardo Acquavita 16. Juan C. Sal 17. Orlando G. Barroso 18. Laura G. Bravo 19. Ariel Omar Sedlacek 20. Mario A. Battiglini 21. Ana Sofía Mammarelli 22. José P. Mayer 23. Jorge R. Acosta 24. Ana María Bonetto 25. Beatriz S. Badano 26. Sara Medus 27. Stella Maris Sosa 28. Antonio Ricardo Santillán                                                                                   | Partido Justicialista                     | El Tren K para la Victoria | 17.825                  | 2,74                  | —                     |                       | 650.778   | 51,01 | 28/50  |
| Ver candidatos: 1. Ezequiel Bartolomé Bolatti 2. Ever Luis Gribodo 3. Ana María Oyarzabal 4. Alberto Rolando Granau 5. Daniel Armando Nemesio Esquivel 6. Olinda Magdalena Gino 7. Hugo Miguel Cristiani 8. Mónica Cristina Graziani 9. Bianca Julieta la 10. Bert Danilo Antonio di 11. Néstor Alcides Hoffmann 12. Belkys Esther Larcher 13. Enrique Ramón Piatti 14. René Eduardo Lauxmann 15. Elida Teresa Sánchez 16. Alberto Gabriel Elsener 17. José Félix Turino 18. Mónica Rosa Trossero 19. Danilo Ramón Astezano 20. Marcelo Francisco Berisvil 21. Ernesta María Cocconi 22. Darío Gerardo Gino 23. Jorge César Nahhas 24. Daniela Lorena Esquivel 25. Francisco Javier Benítez 26. Daniela Alejandra Senac 27. José Alberto Artero 28. Justino Pérez | Partido Justicialista                     | Corriente de Acción Vecinal | 14.356                  | 2,21                  | —                     |                       | 650.778   | 51,01 | 28/50  |
| Votos al lema | Votos al lema                             | 1.063 | 0,16                    | —                     |                       |                       | 650.778   | 51,01 | 28/50  |
| | Encuentro Progresista                     | Ver candidatos: 1. Antonio Bonfatti 2. Santiago Ángel Mascheroni 3. Juana Aurora Baudin 4. Alfredo Luis Cecchi 5. Sergio Clodolfo Liberati 6. Mónica Albonico 7. Gabriel Edgardo Real 8. Juan Carlos Millet 9. Mónica Alicia Tomei 10. Raúl Alberto Lamberto 11. Marcelo José Brignoni 12. Mónica Cecilia Peralta 13. Federico Gustavo Pezz 14. Lucrecia Aranda 15. Hugo Marcucci 16. Héctor Eduardo Jullier 17. Oscar Raúl Ritter 18. Daniela Susana Qüesta 19. María Leonor Guido 20. Pablo Farías 21. Raúl Ramonda 22. Alberto Federico Gunegondi 23. Sergio Ricardo Bernardi 24. Susana Gobbo 25. Luis Alberto Mauri 26. María Cristina Bay 27. Carlos Alberto Visens 28. Raúl Ramón Capovilla                                                                    | Concertación Ciudadana  | 154.253               | 34,40                 | 18/50                 | 448.462   | 35,15 | 18/50  |
| Primero Santa Fe | Encuentro Progresista                     | Ver candidatos: 1. Antonio Bonfatti 2. Santiago Ángel Mascheroni 3. Juana Aurora Baudin 4. Alfredo Luis Cecchi 5. Sergio Clodolfo Liberati 6. Mónica Albonico 7. Gabriel Edgardo Real 8. Juan Carlos Millet 9. Mónica Alicia Tomei 10. Raúl Alberto Lamberto 11. Marcelo José Brignoni 12. Mónica Cecilia Peralta 13. Federico Gustavo Pezz 14. Lucrecia Aranda 15. Hugo Marcucci 16. Héctor Eduardo Jullier 17. Oscar Raúl Ritter 18. Daniela Susana Qüesta 19. María Leonor Guido 20. Pablo Farías 21. Raúl Ramonda 22. Alberto Federico Gunegondi 23. Sergio Ricardo Bernardi 24. Susana Gobbo 25. Luis Alberto Mauri 26. María Cristina Bay 27. Carlos Alberto Visens 28. Raúl Ramón Capovilla                                                                    | 58.068                  | 12,95                 |                       | 18/50                 | 448.462   | 35,15 | 18/50  |
| Santa Fe Pujante | Encuentro Progresista                     | Ver candidatos: 1. Antonio Bonfatti 2. Santiago Ángel Mascheroni 3. Juana Aurora Baudin 4. Alfredo Luis Cecchi 5. Sergio Clodolfo Liberati 6. Mónica Albonico 7. Gabriel Edgardo Real 8. Juan Carlos Millet 9. Mónica Alicia Tomei 10. Raúl Alberto Lamberto 11. Marcelo José Brignoni 12. Mónica Cecilia Peralta 13. Federico Gustavo Pezz 14. Lucrecia Aranda 15. Hugo Marcucci 16. Héctor Eduardo Jullier 17. Oscar Raúl Ritter 18. Daniela Susana Qüesta 19. María Leonor Guido 20. Pablo Farías 21. Raúl Ramonda 22. Alberto Federico Gunegondi 23. Sergio Ricardo Bernardi 24. Susana Gobbo 25. Luis Alberto Mauri 26. María Cristina Bay 27. Carlos Alberto Visens 28. Raúl Ramón Capovilla                                                                    | 56.168                  | 12,52                 |                       | 18/50                 | 448.462   | 35,15 | 18/50  |
| Coalición por Santa Fe | Encuentro Progresista                     | Ver candidatos: 1. Antonio Bonfatti 2. Santiago Ángel Mascheroni 3. Juana Aurora Baudin 4. Alfredo Luis Cecchi 5. Sergio Clodolfo Liberati 6. Mónica Albonico 7. Gabriel Edgardo Real 8. Juan Carlos Millet 9. Mónica Alicia Tomei 10. Raúl Alberto Lamberto 11. Marcelo José Brignoni 12. Mónica Cecilia Peralta 13. Federico Gustavo Pezz 14. Lucrecia Aranda 15. Hugo Marcucci 16. Héctor Eduardo Jullier 17. Oscar Raúl Ritter 18. Daniela Susana Qüesta 19. María Leonor Guido 20. Pablo Farías 21. Raúl Ramonda 22. Alberto Federico Gunegondi 23. Sergio Ricardo Bernardi 24. Susana Gobbo 25. Luis Alberto Mauri 26. María Cristina Bay 27. Carlos Alberto Visens 28. Raúl Ramón Capovilla                                                                    | 55.678                  | 12,42                 |                       | 18/50                 | 448.462   | 35,15 | 18/50  |
| Participación Vecinal | Encuentro Progresista                     | Ver candidatos: 1. Antonio Bonfatti 2. Santiago Ángel Mascheroni 3. Juana Aurora Baudin 4. Alfredo Luis Cecchi 5. Sergio Clodolfo Liberati 6. Mónica Albonico 7. Gabriel Edgardo Real 8. Juan Carlos Millet 9. Mónica Alicia Tomei 10. Raúl Alberto Lamberto 11. Marcelo José Brignoni 12. Mónica Cecilia Peralta 13. Federico Gustavo Pezz 14. Lucrecia Aranda 15. Hugo Marcucci 16. Héctor Eduardo Jullier 17. Oscar Raúl Ritter 18. Daniela Susana Qüesta 19. María Leonor Guido 20. Pablo Farías 21. Raúl Ramonda 22. Alberto Federico Gunegondi 23. Sergio Ricardo Bernardi 24. Susana Gobbo 25. Luis Alberto Mauri 26. María Cristina Bay 27. Carlos Alberto Visens 28. Raúl Ramón Capovilla                                                                    | 47.711                  | 10,64                 |                       | 18/50                 | 448.462   | 35,15 | 18/50  |
| Poder del Pueblo | Encuentro Progresista                     | Ver candidatos: 1. Antonio Bonfatti 2. Santiago Ángel Mascheroni 3. Juana Aurora Baudin 4. Alfredo Luis Cecchi 5. Sergio Clodolfo Liberati 6. Mónica Albonico 7. Gabriel Edgardo Real 8. Juan Carlos Millet 9. Mónica Alicia Tomei 10. Raúl Alberto Lamberto 11. Marcelo José Brignoni 12. Mónica Cecilia Peralta 13. Federico Gustavo Pezz 14. Lucrecia Aranda 15. Hugo Marcucci 16. Héctor Eduardo Jullier 17. Oscar Raúl Ritter 18. Daniela Susana Qüesta 19. María Leonor Guido 20. Pablo Farías 21. Raúl Ramonda 22. Alberto Federico Gunegondi 23. Sergio Ricardo Bernardi 24. Susana Gobbo 25. Luis Alberto Mauri 26. María Cristina Bay 27. Carlos Alberto Visens 28. Raúl Ramón Capovilla                                                                    | 35.417                  | 7,90                  |                       | 18/50                 | 448.462   | 35,15 | 18/50  |
| Mejor Santa Fe | Encuentro Progresista                     | Ver candidatos: 1. Antonio Bonfatti 2. Santiago Ángel Mascheroni 3. Juana Aurora Baudin 4. Alfredo Luis Cecchi 5. Sergio Clodolfo Liberati 6. Mónica Albonico 7. Gabriel Edgardo Real 8. Juan Carlos Millet 9. Mónica Alicia Tomei 10. Raúl Alberto Lamberto 11. Marcelo José Brignoni 12. Mónica Cecilia Peralta 13. Federico Gustavo Pezz 14. Lucrecia Aranda 15. Hugo Marcucci 16. Héctor Eduardo Jullier 17. Oscar Raúl Ritter 18. Daniela Susana Qüesta 19. María Leonor Guido 20. Pablo Farías 21. Raúl Ramonda 22. Alberto Federico Gunegondi 23. Sergio Ricardo Bernardi 24. Susana Gobbo 25. Luis Alberto Mauri 26. María Cristina Bay 27. Carlos Alberto Visens 28. Raúl Ramón Capovilla                                                                    | 14.912                  | 3,33                  |                       | 18/50                 | 448.462   | 35,15 | 18/50  |
| Compromiso con la Gente | Encuentro Progresista                     | Ver candidatos: 1. Antonio Bonfatti 2. Santiago Ángel Mascheroni 3. Juana Aurora Baudin 4. Alfredo Luis Cecchi 5. Sergio Clodolfo Liberati 6. Mónica Albonico 7. Gabriel Edgardo Real 8. Juan Carlos Millet 9. Mónica Alicia Tomei 10. Raúl Alberto Lamberto 11. Marcelo José Brignoni 12. Mónica Cecilia Peralta 13. Federico Gustavo Pezz 14. Lucrecia Aranda 15. Hugo Marcucci 16. Héctor Eduardo Jullier 17. Oscar Raúl Ritter 18. Daniela Susana Qüesta 19. María Leonor Guido 20. Pablo Farías 21. Raúl Ramonda 22. Alberto Federico Gunegondi 23. Sergio Ricardo Bernardi 24. Susana Gobbo 25. Luis Alberto Mauri 26. María Cristina Bay 27. Carlos Alberto Visens 28. Raúl Ramón Capovilla                                                                    | 13.259                  | 2,96                  |                       | 18/50                 | 448.462   | 35,15 | 18/50  |
| Participación Ciudadana | Encuentro Progresista                     | Ver candidatos: 1. Antonio Bonfatti 2. Santiago Ángel Mascheroni 3. Juana Aurora Baudin 4. Alfredo Luis Cecchi 5. Sergio Clodolfo Liberati 6. Mónica Albonico 7. Gabriel Edgardo Real 8. Juan Carlos Millet 9. Mónica Alicia Tomei 10. Raúl Alberto Lamberto 11. Marcelo José Brignoni 12. Mónica Cecilia Peralta 13. Federico Gustavo Pezz 14. Lucrecia Aranda 15. Hugo Marcucci 16. Héctor Eduardo Jullier 17. Oscar Raúl Ritter 18. Daniela Susana Qüesta 19. María Leonor Guido 20. Pablo Farías 21. Raúl Ramonda 22. Alberto Federico Gunegondi 23. Sergio Ricardo Bernardi 24. Susana Gobbo 25. Luis Alberto Mauri 26. María Cristina Bay 27. Carlos Alberto Visens 28. Raúl Ramón Capovilla                                                                    | 8.597                   | 1,92                  |                       | 18/50                 | 448.462   | 35,15 | 18/50  |
| Total | Encuentro Progresista                     | Ver candidatos: 1. Antonio Bonfatti 2. Santiago Ángel Mascheroni 3. Juana Aurora Baudin 4. Alfredo Luis Cecchi 5. Sergio Clodolfo Liberati 6. Mónica Albonico 7. Gabriel Edgardo Real 8. Juan Carlos Millet 9. Mónica Alicia Tomei 10. Raúl Alberto Lamberto 11. Marcelo José Brignoni 12. Mónica Cecilia Peralta 13. Federico Gustavo Pezz 14. Lucrecia Aranda 15. Hugo Marcucci 16. Héctor Eduardo Jullier 17. Oscar Raúl Ritter 18. Daniela Susana Qüesta 19. María Leonor Guido 20. Pablo Farías 21. Raúl Ramonda 22. Alberto Federico Gunegondi 23. Sergio Ricardo Bernardi 24. Susana Gobbo 25. Luis Alberto Mauri 26. María Cristina Bay 27. Carlos Alberto Visens 28. Raúl Ramón Capovilla                                                                    | 444.063                 | 99,02                 |                       | 18/50                 | 448.462   | 35,15 | 18/50  |
| Ver candidatos: 1. José Jesús Bellini 2. Judith Vaschetto 3. José Abelli 4. Hugo Ramón Araujo 5. Horacio José Andreozzi 6. Marisa Daniela Van de Velde 7. Néstor José F. Pelagagge 8. Susana Beatriz Peralta 9. Jorge Eduardo Cosmes 10. Oscar Miguel Capozzio 11. Amelia Figueroa 12. José Manuel Ramón Papaleo 13. Ramón Gonzalo Domínguez 14. Julia Elba Sánchez 15. Oscar Alfredo Chiappero 16. Daniel Aurelio Batisti 17. Griselda Bronzini 18. Juan Ignacio Pividori 19. Roberto Jorge Rocha 20. Sandra Noemí Fernández 21. Juan Carlos Campmajo 22. Miguel Núñez 23. María Rosa Olivera 24. Obeid Eduardo Elhalli 25. Miguel Ángel Gómez 26. Lucía Argentina Suburu 27. Juan Carlos Zabala 28. Carlos Ludueña                                              | Encuentro Progresista                     | Santafesinos por Santa Fe | 3.658                   | 0,82                  | —                     |                       | 448.462   | 35,15 | 18/50  |
| Votos al lema | Votos al lema                             | 741 | 0,17                    | —                     |                       |                       | 448.462   | 35,15 | 18/50  |
| | Afirmación para una República Igualitaria | Ver candidatos: 1. Alicia Verónica Gutiérrez 2. Antonio Sabino Riestra 3. Aldo Ricardo Strada 4. Verónica Claudia Benas 5. Cristina Inés Wheeler 6. Abel Ruiz 7. Elio Horacio Maino 8. María Rosa Lanza 9. César Furno 10. Javier Hernán Bolmaro 11. Alicia María Bergamasco 12. Alberto José Forno 13. Carlos María Reinaudi 14. Vaneza Lorena Rivas 15. Raúl Francisco Suffriti 16. Pietra Juan Manuel Schiappa 17. Paola Desiervi Quiroz 18. Sebastian Pozzi 19. Juan Carlos Sarrabayrouse 20. Ivana Florencia Cabeza 21. Enrique Pablo Machado 22. Daniel Marcelo Scheinfeld 23. Gloria Agustina Rodríguez 24. Gabriel Eduardo Amado 25. Paris Héctor Rubens Gómez 26. María Rosa Chiaraviglio 27. Antonio Ruiz 28. Maximiliano Muscillo                          | —                       | —                     | —                     | —                     | 102.641   | 8,05  | 4/50   |
| | Partido Demócrata Progresista             | Ver candidatos: 1. Carlos Caballero Martín 2. Fabiana Andrea Suárez 3. Miguel A. Basaldella 4. Daniel J. H. Gentile 5. Sara Ana Picazo 6. Elbio M. Martínez 7. Néstor Jorge Mosso 8. Mario Ibaldi 9. Yolanda G. Parcile 10. Antonio Papa 11. Julio Jesús Zanutich 12. Silvina E. Nieto 13. Ede Bautista Botto 14. Ciriaco Fortuna 15. Verónica Geese 16. Luis Vitale 17. Graciela B. de Gregorio 18. Blas Eugenio Robles 19. Omar J. Frutos 20. Andrés Fernández 21. Clelia Jerez 22. Ramón O. Favot 23. Dominga Guzmán 24. Juan José Rizzotto 25. Jorge Ruiz 26. María Cristina López 27. Ema del Carmen Jagou 28. Luis Reinaldo Lobos | Crecimiento y Progreso  | 23.961                | 54,23                 | —                     | 44.185    | 3,46  |        |
| Movimiento Federal Recrear | Partido Demócrata Progresista             | Ver candidatos: 1. Carlos Caballero Martín 2. Fabiana Andrea Suárez 3. Miguel A. Basaldella 4. Daniel J. H. Gentile 5. Sara Ana Picazo 6. Elbio M. Martínez 7. Néstor Jorge Mosso 8. Mario Ibaldi 9. Yolanda G. Parcile 10. Antonio Papa 11. Julio Jesús Zanutich 12. Silvina E. Nieto 13. Ede Bautista Botto 14. Ciriaco Fortuna 15. Verónica Geese 16. Luis Vitale 17. Graciela B. de Gregorio 18. Blas Eugenio Robles 19. Omar J. Frutos 20. Andrés Fernández 21. Clelia Jerez 22. Ramón O. Favot 23. Dominga Guzmán 24. Juan José Rizzotto 25. Jorge Ruiz 26. María Cristina López 27. Ema del Carmen Jagou 28. Luis Reinaldo Lobos | 20.145                  | 45,59                 |                       | —                     | 44.185    | 3,46  |        |
| Votos al lema | Votos al lema                             | 79 | 0,18                    |                       |                       | —                     | 44.185    | 3,46  |        |
| | Izquierda Unida                           | Ver candidatos: 1. Denis Rubén Vilardo 2. Gerardo Oscar García 3. Ana María de los M. Martínez 4. Antonia Eugenia Novatti 5. Basilio Dowzyk 6. Oscar Rubén Mauro 7. Martín Héctor Sequeira 8. Eva Silvano 9. Graciela Edit Galperin 10. Sergio Fabián Marioni 11. Julio Oscar Scola 12. Marcia Andrea Farías 13. Agustín Silvio Vildoza 14. Gustavo Adrián Soria 15. Graciela Mirta Massa 16. Luis Norberto Celis 17. Manuel Alberto Narvaes 18. Ramona Argentina Pérez 19. Alfredo Daniel Castillo 20. Román Federchuk 21. Ernestina Gladis Biazoni 22. José Antonio Vascheto 23. Jorge Luis Romero 24. Yamina Araceli Palacios 25. Renato Parra 26. Gladis Beatriz Planes 27. Constancia Adriana Guevara 28. Mónica Patricia Escobar                                | —                       | —                     | —                     | —                     | 10.685    | 0,84  |        |
| | Partido Humanista                         | Ver candidatos: 1. Gabriel Luis Parnisani 2. María Roberta Ramírez 3. Alejandro Bernardo Presser 4. Gabriel Alejandro Novello 5. Nidia Ruth Rocchetti 6. Pablo Javier Ferrucci 7. Gerardo Cristóbal Giuliano 8. Anavelia Sosa 9. Hugo Pablo Merele 10. Alejandra Viviana Suárez 11. Silvia Inés Rodríguez 12. Menna Juan Marcelo Garriera 13. Leandro César Gaite 14. Gloria Rosa Vega 15. Cristian Edgardo López 16. Gabriel Alejandro Gómez 17. Maximiliano Piermatei 18. Verónica Ramona López 19. Eva Loza 20. Diego Omar Díaz 21. Lorena Margarita Rocha 22. José Luis Rosetto 23. María Evangelina del Valle Leguizamón 24. Pedro Gregorio García 25. Cristian Gabriel Pierretti 26. Gabriela Anahí Yusin 27. Natalia Susana Saviduzzi 28. José Rubén Schiavone | —                       | —                     | —                     | —                     | 5.636     | 0,44  |        |
| | Partido Obrero                            | Ver candidatos: 1. Carlos A. Blanco 2. Héctor H. Mendoza 3. Raquel Sosa 4. Fernando M. Chichisola 5. Patricia F. Flores 6. Walter D. Cejas 7. Andrea E. Molina 8. Cristian H. Fazio 9. Claudia M. Garay 10. Eduardo Franco 11. Diego R. Vega 12. Stella M. Sayago 13. María del L. Fernández 14. Cruz Ramón A. Santa 15. María E. Barbaresco 16. Roxana E. Acosta 17. Andrea Pereyra 18. Carlos Gómez 19. Andriana Pérez 20. Pablo Ramírez 21. María Garay 22. María Martínez 23. José Fernández 24. Cristina Domínguez 25. Alejandra Fernández 26. Ana Pereyra 27. Adela Gómez 28. Jorge Encina | —                       | —                     | —                     | —                     | 5.306     | 0,42  |        |
| | Partido Demócrata Cristiano               | Ver candidatos: 1. Fernando Oscar Collazo 2. Leynaud Patricia Susana González 3. Jorge Juan Ferrer 4. Nidia Margarita Sosa 5. Miguel Ángel Santhia 6. García José María González 7. María Belén Cosentino 8. Napoleon Eugenio Galarza 9. Carlos Rafael Coppa 10. María Barbaresi 11. Oscar Humberto Rodríguez 12. Carlina Ocampos 13. Edgardo Abel Ramírez 14. Olga Ángela Petracca 15. Patricia Fabiana González 16. Pablo Andrés Manzano 17. Claudia Beatriz Iglesias 18. María Juana Pradis 19. Eni Camilloto 20. Claudio Daniel Ayala 21. Germán Rubén Reinwald 22. Diego Ariel Orce 23. Patricia Lidia Mule 24. Miguel Ángel Andrade 25. Anita Rosa Villa 26. Armando José Auzmendi 27. Rubén Víctor Antonio Pafundi 28. Raquel María Zapico                     | —                       | —                     | —                     | —                     | 3.987     | 0,31  |        |
| | Partido Popular de la Reconstrucción      | Ver candidatos: 1. Facundo Daniel Romano 2. Donato Potenza 3. Beatriz Noemí Ricondo 4. Pedro Tomás Marasco 5. Marcelo Javier Graselli 6. Berta Haydee Fratte 7. Orlando Tomás Canelo 8. Víctor Hugo Bonfil 9. Sandra Liliana González 10. Sergio Gabriel Olivera 11. Enrique Vicente Salessi 12. Amalia Margarita Carraud 13. Cristian Jorge Colombo 14. Luis Orlando 15. Alejandra del Carmen Cuneo 16. José Edgardo Tasca 17. Carlos Ramón Furrer 18. Jorgelina Vanesa Sorghi 19. Ezio Carlos Mana 20. Lorena Córdoba 21. María Daniela Cicarilli 22. Rodolfo Víctor Martínez 23. Lucas Daniel Climent 24. Julieta Bonfil 25. Pedro Fernández 26. Carlos Emilio Cochia 27. Analía Cecilia Delgado 28. Ángel Mario Quagliaro                                         | —                       | —                     | —                     | —                     | 2.720     | 0,21  |        |
| | Círculo de Integración Republicana        | Ver candidatos: 1. Jorge Roberto Sales 2. Sastre Ramiro del 3. Cristina Edith Molina 4. Francisco Rubén Ceconi 5. Mauro Fabián Zarca 6. Rosa Elvira Espíndola 7. Edmundo Omar Arana 8. Leonardo Justino Parra 9. Mercedes del Carmen Rotela 10. Reinaldo José Mendoza 11. Abelardo Rogelio Andino 12. Griselda Marisel Duarte 13. Víctor Osvaldo Bazan 14. Roberto Ladislao Cabrera 15. Mirtha Leopoldina Alaris 16. Eduardo Antonio A. Travaglini 17. Belia Prescher 18. Héctor Rubén Peloso 19. Jesús María Ledesma 20. Vanesa Marlene Morata 21. Edgardo Pessat 22. Nicolás Valentín Leguizamón 23. Juana Isabel Ayala 24. Mario Ramón Capiaqui 25. Juan Carlos Bordon 26. Fabiana María Benítez 27. Nogie Jorge Danin Le 28. Héctor Emilio Baracca                | —                       | —                     | —                     | —                     | 1.414     | 0,11  |        |
| Votos positivos | Votos positivos                           | Votos positivos | Votos positivos         | Votos positivos       | Votos positivos       | Votos positivos       | 1.275.814 | 75,46 |        |
| Votos en blanco | Votos en blanco                           | Votos en blanco | Votos en blanco         | Votos en blanco       | Votos en blanco       | Votos en blanco       | 395.060   | 23,37 |        |
| Votos anulados | Votos anulados                            | Votos anulados | Votos anulados          | Votos anulados        | Votos anulados        | Votos anulados        | 19.873    | 1,18  |        |
| Participación | Participación                             | Participación | Participación           | Participación         | Participación         | Participación         | 1.690.747 | 75,63 |        |
| Electores registrados | Electores registrados                     | Electores registrados | Electores registrados   | Electores registrados | Electores registrados | Electores registrados | 2.235.568 | 100   |        |
| Fuentes: |                                           | |                         |                       |                       |                       |           |       |        |

### Cámara de Senadores
| Lema                        | Lema                                      | Sublema                | Sublema               | Sublema               | Lema      | Lema  | Lema   |
| Lema                        | Lema                                      | Sublema                | Votos                 | %                     | Votos     | %     | Bancas |
| --------------------------- | ----------------------------------------- | ---------------------- | --------------------- | --------------------- | --------- | ----- | ------ |
|                             | Partido Justicialista                     | Por Santa Fe           | 136.196               | 20,42                 | 666.852   | 51,69 | 15/19  |
| Frente para la Victoria     | Partido Justicialista                     | 106.932                | 16,04                 |                       | 666.852   | 51,69 | 15/19  |
| Santa Fe en Crecimiento     | Partido Justicialista                     | 68.736                 | 10,31                 |                       | 666.852   | 51,69 | 15/19  |
| Producción y Trabajo        | Partido Justicialista                     | 40.551                 | 6,08                  |                       | 666.852   | 51,69 | 15/19  |
| Santa Fe Productiva         | Partido Justicialista                     | 38.367                 | 5,75                  |                       | 666.852   | 51,69 | 15/19  |
| Una Sola Santa Fe           | Partido Justicialista                     | 38.355                 | 5,75                  |                       | 666.852   | 51,69 | 15/19  |
| Todos por Santa Fe          | Partido Justicialista                     | 37.753                 | 5,66                  |                       | 666.852   | 51,69 | 15/19  |
| Trabajando por Santa Fe     | Partido Justicialista                     | 32.707                 | 4,90                  |                       | 666.852   | 51,69 | 15/19  |
| Juntos por Santa Fe         | Partido Justicialista                     | 32.100                 | 4,81                  |                       | 666.852   | 51,69 | 15/19  |
| Cambio Participativo        | Partido Justicialista                     | 22.696                 | 3,40                  |                       | 666.852   | 51,69 | 15/19  |
| Unidos por Santa Fe         | Partido Justicialista                     | 21.976                 | 3,30                  |                       | 666.852   | 51,69 | 15/19  |
| Para Producir y Distribuir  | Partido Justicialista                     | 20.840                 | 3,13                  |                       | 666.852   | 51,69 | 15/19  |
| La Corriente Fundadora      | Partido Justicialista                     | 19.812                 | 2,97                  |                       | 666.852   | 51,69 | 15/19  |
| El Tren K para la Victoria  | Partido Justicialista                     | 17.658                 | 2,65                  |                       | 666.852   | 51,69 | 15/19  |
| Corriente de Acción Vecinal | Partido Justicialista                     | 12.468                 | 1,87                  |                       | 666.852   | 51,69 | 15/19  |
| Nueva Generación            | Partido Justicialista                     | 8.014                  | 1,20                  |                       | 666.852   | 51,69 | 15/19  |
| Iriondo Primero             | Partido Justicialista                     | 1.818                  | 0,27                  |                       | 666.852   | 51,69 | 15/19  |
| Marcha de San Lorenzo       | Partido Justicialista                     | 1.366                  | 0,20                  |                       | 666.852   | 51,69 | 15/19  |
| Renovación Santafesina      | Partido Justicialista                     | 1.303                  | 0,20                  |                       | 666.852   | 51,69 | 15/19  |
| Ahora por el Cambio         | Partido Justicialista                     | 1.258                  | 0,19                  |                       | 666.852   | 51,69 | 15/19  |
| Nuevo Norte                 | Partido Justicialista                     | 993                    | 0,15                  |                       | 666.852   | 51,69 | 15/19  |
| 8 de Agosto                 | Partido Justicialista                     | 846                    | 0,13                  |                       | 666.852   | 51,69 | 15/19  |
| Adelante por Belgrano       | Partido Justicialista                     | 559                    | 0,08                  |                       | 666.852   | 51,69 | 15/19  |
| Belgrano Primero            | Partido Justicialista                     | 548                    | 0,08                  |                       | 666.852   | 51,69 | 15/19  |
| Cambiemos por Caseros       | Partido Justicialista                     | 433                    | 0,06                  |                       | 666.852   | 51,69 | 15/19  |
| 11 de Julio                 | Partido Justicialista                     | 410                    | 0,06                  |                       | 666.852   | 51,69 | 15/19  |
| Alianza Patriótica          | Partido Justicialista                     | 246                    | 0,04                  |                       | 666.852   | 51,69 | 15/19  |
| Creo en la Lealtad de Garay | Partido Justicialista                     | 135                    | 0,02                  |                       | 666.852   | 51,69 | 15/19  |
| Más y Mejor para San Javier | Partido Justicialista                     | 127                    | 0,02                  |                       | 666.852   | 51,69 | 15/19  |
| San Lorenzo por la Victoria | Partido Justicialista                     | 46                     | 0,01                  |                       | 666.852   | 51,69 | 15/19  |
| Vera Merece lo Mejor        | Partido Justicialista                     | 37                     | 0,01                  |                       | 666.852   | 51,69 | 15/19  |
| Por el Cambio desde Iriondo | Partido Justicialista                     | 1                      | 0,00                  |                       | 666.852   | 51,69 | 15/19  |
| Votos al lema               | Partido Justicialista                     | 1.565                  | 0,23                  |                       | 666.852   | 51,69 | 15/19  |
|                             | Encuentro Progresista                     | Concertación Ciudadana | 153.708               | 33,42                 | 459.927   | 35,65 | 4/19   |
| Primero Santa Fe            | Encuentro Progresista                     | 60.694                 | 13,20                 |                       | 459.927   | 35,65 | 4/19   |
| Coalición por Santa Fe      | Encuentro Progresista                     | 57.731                 | 12,55                 |                       | 459.927   | 35,65 | 4/19   |
| Santa Fe Pujante            | Encuentro Progresista                     | 57.310                 | 12,46                 |                       | 459.927   | 35,65 | 4/19   |
| Participación Vecinal       | Encuentro Progresista                     | 48.078                 | 10,45                 |                       | 459.927   | 35,65 | 4/19   |
| Poder del Pueblo            | Encuentro Progresista                     | 33.850                 | 7,36                  |                       | 459.927   | 35,65 | 4/19   |
| Mejor Santa Fe              | Encuentro Progresista                     | 16.953                 | 3,69                  |                       | 459.927   | 35,65 | 4/19   |
| Compromiso con la Gente     | Encuentro Progresista                     | 15.951                 | 3,47                  |                       | 459.927   | 35,65 | 4/19   |
| Participación Ciudadana     | Encuentro Progresista                     | 10.993                 | 2,39                  |                       | 459.927   | 35,65 | 4/19   |
| Santafesinos por Santa Fe   | Encuentro Progresista                     | 3.988                  | 0,87                  |                       | 459.927   | 35,65 | 4/19   |
| Votos al lema               | Encuentro Progresista                     | 671                    | 0,15                  |                       | 459.927   | 35,65 | 4/19   |
|                             | Afirmación para una República Igualitaria | —                      | —                     | —                     | 95.543    | 7,41  |        |
|                             | Partido Demócrata Progresista             | Crecimiento y Progreso | 24.194                | 56,10                 | 43.124    | 3,34  |        |
| Movimiento Federal Recrear  | Partido Demócrata Progresista             | 18.861                 | 43,74                 |                       | 43.124    | 3,34  |        |
| Votos al lema               | Partido Demócrata Progresista             | 69                     | 0,16                  |                       | 43.124    | 3,34  |        |
|                             | Izquierda Unida                           | —                      | —                     | —                     | 10.843    | 0,84  |        |
|                             | Partido Humanista                         | —                      | —                     | —                     | 5.478     | 0,42  |        |
|                             | Partido Obrero                            | —                      | —                     | —                     | 5.199     | 0,40  |        |
|                             | Partido Popular de la Reconstrucción      | —                      | —                     | —                     | 1.338     | 0,10  |        |
|                             | Partido de Participación Popular          | —                      | —                     | —                     | 766       | 0,06  |        |
|                             | Círculo de Integración Republicana        | —                      | —                     | —                     | 694       | 0,05  |        |
|                             | Partido Demócrata Cristiano               | —                      | —                     | —                     | 431       | 0,03  |        |
|                             | Frente Movimiento Popular                 | —                      | —                     | —                     | 2         | 0,00  |        |
| Votos positivos             | Votos positivos                           | Votos positivos        | Votos positivos       | Votos positivos       | 1.290.197 | 76,31 |        |
| Votos en blanco             | Votos en blanco                           | Votos en blanco        | Votos en blanco       | Votos en blanco       | 380.155   | 22,48 |        |
| Votos anulados              | Votos anulados                            | Votos anulados         | Votos anulados        | Votos anulados        | 20.395    | 1,21  |        |
| Participación               | Participación                             | Participación          | Participación         | Participación         | 1.690.747 | 75,63 |        |
| Electores registrados       | Electores registrados                     | Electores registrados  | Electores registrados | Electores registrados | 2.235.568 | 100   |        |
| Fuentes:                    |                                           |                        |                       |                       |           |       |        |

#### Resultados por departamentos
| Belgrano 1 Senador              | Belgrano 1 Senador                        | Belgrano 1 Senador                     | Belgrano 1 Senador         | Belgrano 1 Senador | Belgrano 1 Senador | Belgrano 1 Senador | Belgrano 1 Senador |
| Lema                            | Lema                                      | Candidato                              | Sublema                    | Sublema            | Sublema            | Lema               | Lema               |
| Lema                            | Lema                                      | Candidato                              | Sublema                    | Votos              | %                  | Votos              | %                  |
| ------------------------------- | ----------------------------------------- | -------------------------------------- | -------------------------- | ------------------ | ------------------ | ------------------ | ------------------ |
|                                 | Partido Justicialista                     | Alberto Crossetti                      | Juntos por Santa Fe        | 2.336              | 13,07              | 17.869             | 80,61              |
| Por Santa Fe                    | Partido Justicialista                     | Alberto Crossetti                      | 2.212                      | 12,38              |                    | 17.869             | 80,61              |
| Todos por Santa Fe              | Partido Justicialista                     | Alberto Crossetti                      | 1.279                      | 7,16               |                    | 17.869             | 80,61              |
| Producción y Trabajo            | Partido Justicialista                     | Alberto Crossetti                      | 1.098                      | 6,14               |                    | 17.869             | 80,61              |
| Adelante por Belgrano           | Partido Justicialista                     | Alberto Crossetti                      | 559                        | 3,13               |                    | 17.869             | 80,61              |
| Belgrano Primero                | Partido Justicialista                     | Alberto Crossetti                      | 548                        | 3,07               |                    | 17.869             | 80,61              |
| Trabajando por Santa Fe         | Partido Justicialista                     | Alberto Crossetti                      | 526                        | 2,94               |                    | 17.869             | 80,61              |
| Cambio Participativo            | Partido Justicialista                     | Alberto Crossetti                      | 450                        | 2,52               |                    | 17.869             | 80,61              |
| Para Producir y Distribuir      | Partido Justicialista                     | Alberto Crossetti                      | 236                        | 1,32               |                    | 17.869             | 80,61              |
| El Tren K para la Victoria      | Partido Justicialista                     | Alberto Crossetti                      | 1                          | 0,01               |                    | 17.869             | 80,61              |
| Total                           | Partido Justicialista                     | Alberto Crossetti                      | 9.245                      | 51,74              |                    | 17.869             | 80,61              |
| Ángel Gregorio Marconato        | Partido Justicialista                     | Frente para la Victoria                | 5.437                      | 30,43              |                    | 17.869             | 80,61              |
| Ángel Gregorio Marconato        | Partido Justicialista                     | Santa Fe Productiva                    | 1.651                      | 9,24               |                    | 17.869             | 80,61              |
| Ángel Gregorio Marconato        | Partido Justicialista                     | Santa Fe en Crecimiento                | 1.484                      | 8,30               |                    | 17.869             | 80,61              |
| Ángel Gregorio Marconato        | Partido Justicialista                     | Total                                  | 8.572                      | 47,97              |                    | 17.869             | 80,61              |
| Votos al lema                   | Votos al lema                             | 52                                     | 0,29                       |                    |                    | 17.869             | 80,61              |
|                                 | Encuentro Progresista                     | Arundel A. Tassi                       | Concertación Ciudadana     | 2.028              | 57,24              | 3.543              | 15,98              |
| Salvador Roig                   | Encuentro Progresista                     | Poder del Pueblo                       | 1.161                      | 32,77              |                    | 3.543              | 15,98              |
| Salvador Roig                   | Encuentro Progresista                     | Compromiso con la Gente                | 297                        | 8,38               |                    | 3.543              | 15,98              |
| Salvador Roig                   | Encuentro Progresista                     | Total                                  | 1.458                      | 41,15              |                    | 3.543              | 15,98              |
| Votos al lema                   | Votos al lema                             | 57                                     | 1,61                       |                    |                    | 3.543              | 15,98              |
|                                 | Partido Demócrata Progresista             | Carlos Alberto Balan                   | Crecimiento y Progreso     | 161                | 51,94              | 310                | 1,40               |
| Movimiento Federal Recrear      | Partido Demócrata Progresista             | Carlos Alberto Balan                   | 149                        | 48,06              |                    | 310                | 1,40               |
|                                 | Afirmación para una República Igualitaria | Francisco José Alfaro                  | —                          | —                  | —                  | 281                | 1,27               |
|                                 | Izquierda Unida                           | Luis Primo Zazzarini                   | —                          | —                  | —                  | 68                 | 0,31               |
|                                 | Partido Humanista                         | Elisabet Lucía Katavic                 | —                          | —                  | —                  | 57                 | 0,26               |
|                                 | Partido Popular de la Reconstrucción      | Lorena Córdoba                         | —                          | —                  | —                  | 40                 | 0,18               |
| Votos positivos                 | Votos positivos                           | Votos positivos                        | Votos positivos            | Votos positivos    | Votos positivos    | 22.168             | 85,47              |
| Votos en blanco                 | Votos en blanco                           | Votos en blanco                        | Votos en blanco            | Votos en blanco    | Votos en blanco    | 3.748              | 14,45              |
| Votos nulos                     | Votos nulos                               | Votos nulos                            | Votos nulos                | Votos nulos        | Votos nulos        | 22                 | 0,08               |
| Total de votos                  | Total de votos                            | Total de votos                         | Total de votos             | Total de votos     | Total de votos     | 25.938             | 100                |
| Caseros 1 Senador               |                                           |                                        |                            |                    |                    |                    |                    |
| Lema                            | Lema                                      | Candidato                              | Sublema                    | Sublema            | Sublema            | Lema               | Lema               |
| Lema                            | Lema                                      | Candidato                              | Sublema                    | Votos              | %                  | Votos              | %                  |
|                                 | Partido Justicialista                     | Juan Carlos Bacalini                   | Santa Fe en Crecimiento    | 3.516              | 14,64              | 24.020             | 60,55              |
| Santa Fe Productiva             | Partido Justicialista                     | Juan Carlos Bacalini                   | 2.846                      | 11,85              |                    | 24.020             | 60,55              |
| Ahora por el Cambio             | Partido Justicialista                     | Juan Carlos Bacalini                   | 1.258                      | 5,24               |                    | 24.020             | 60,55              |
| Una Sola Santa Fe               | Partido Justicialista                     | Juan Carlos Bacalini                   | 1.152                      | 4,80               |                    | 24.020             | 60,55              |
| Cambiemos por Caseros           | Partido Justicialista                     | Juan Carlos Bacalini                   | 433                        | 1,80               |                    | 24.020             | 60,55              |
| Total                           | Partido Justicialista                     | Juan Carlos Bacalini                   | 9.205                      | 38,32              |                    | 24.020             | 60,55              |
| Abel Hugo C. Brunetti           | Partido Justicialista                     | La Corriente Fundadora                 | 4.568                      | 19,02              |                    | 24.020             | 60,55              |
| Abel Hugo C. Brunetti           | Partido Justicialista                     | Trabajando por Santa Fe                | 1.782                      | 7,42               |                    | 24.020             | 60,55              |
| Abel Hugo C. Brunetti           | Partido Justicialista                     | Frente para la Victoria                | 1.634                      | 6,80               |                    | 24.020             | 60,55              |
| Abel Hugo C. Brunetti           | Partido Justicialista                     | Cambio Participativo                   | 590                        | 2,46               |                    | 24.020             | 60,55              |
| Abel Hugo C. Brunetti           | Partido Justicialista                     | Para Producir y Distribuir             | 308                        | 1,28               |                    | 24.020             | 60,55              |
| Abel Hugo C. Brunetti           | Partido Justicialista                     | Total                                  | 8.882                      | 36,98              |                    | 24.020             | 60,55              |
| José Ariel Ugalde               | Partido Justicialista                     | Por Santa Fe                           | 3.792                      | 15,79              |                    | 24.020             | 60,55              |
| José Ariel Ugalde               | Partido Justicialista                     | Unidos por Santa Fe                    | 683                        | 2,84               |                    | 24.020             | 60,55              |
| José Ariel Ugalde               | Partido Justicialista                     | Producción y Trabajo                   | 679                        | 2,83               |                    | 24.020             | 60,55              |
| José Ariel Ugalde               | Partido Justicialista                     | Todos por Santa Fe                     | 508                        | 2,11               |                    | 24.020             | 60,55              |
| José Ariel Ugalde               | Partido Justicialista                     | Total                                  | 5.662                      | 23,57              |                    | 24.020             | 60,55              |
| Victorio M. Vinciguerra         | Partido Justicialista                     | El Tren K para la Victoria             | 174                        | 0,72               |                    | 24.020             | 60,55              |
| Votos al lema                   | Votos al lema                             | 97                                     | 0,40                       |                    |                    | 24.020             | 60,55              |
|                                 | Encuentro Progresista                     | Gerardo Julio Minio                    | Concertación Ciudadana     | 2.703              | 23,20              | 11.653             | 29,38              |
| Coalición por Santa Fe          | Encuentro Progresista                     | Gerardo Julio Minio                    | 2.648                      | 22,72              |                    | 11.653             | 29,38              |
| Santa Fe Pujante                | Encuentro Progresista                     | Gerardo Julio Minio                    | 1.449                      | 12,43              |                    | 11.653             | 29,38              |
| Primero Santa Fe                | Encuentro Progresista                     | Gerardo Julio Minio                    | 806                        | 6,92               |                    | 11.653             | 29,38              |
| Poder del Pueblo                | Encuentro Progresista                     | Gerardo Julio Minio                    | 270                        | 2,32               |                    | 11.653             | 29,38              |
| Total                           | Encuentro Progresista                     | Gerardo Julio Minio                    | 7.876                      | 67,59              |                    | 11.653             | 29,38              |
| Patricia Lucía Ferraretto       | Encuentro Progresista                     | Participación Vecinal                  | 2.684                      | 23,03              |                    | 11.653             | 29,38              |
| Patricia Lucía Ferraretto       | Encuentro Progresista                     | Mejor Santa Fe                         | 676                        | 5,80               |                    | 11.653             | 29,38              |
| Patricia Lucía Ferraretto       | Encuentro Progresista                     | Participación Ciudadana                | 405                        | 3,48               |                    | 11.653             | 29,38              |
| Patricia Lucía Ferraretto       | Encuentro Progresista                     | Total                                  | 3.765                      | 32,31              |                    | 11.653             | 29,38              |
| Votos al lema                   | Votos al lema                             | 12                                     | 0,10                       |                    |                    | 11.653             | 29,38              |
|                                 | Afirmación para una República Igualitaria | Alberto Benito Pontoni                 | —                          | —                  | —                  | 2.918              | 7,36               |
|                                 | Partido Demócrata Progresista             | Eduardo José Videla                    | Movimiento Federal Recrear | 352                | 56,68              | 621                | 1,57               |
| Oscar Marinozzi                 | Partido Demócrata Progresista             | Crecimiento y Progreso                 | 267                        | 43,00              |                    | 621                | 1,57               |
| Votos al lema                   | Votos al lema                             | 2                                      | 0,32                       |                    |                    | 621                | 1,57               |
|                                 | Izquierda Unida                           | Jorge Manuel Casati                    | —                          | —                  | —                  | 205                | 0,52               |
|                                 | Partido Humanista                         | Analía Beatriz Moriena                 | —                          | —                  | —                  | 157                | 0,40               |
|                                 | Partido Obrero                            | Adriana Pérez                          | —                          | —                  | —                  | 94                 | 0,24               |
| Votos positivos                 | Votos positivos                           | Votos positivos                        | Votos positivos            | Votos positivos    | Votos positivos    | 39.668             | 77,71              |
| Votos en blanco                 | Votos en blanco                           | Votos en blanco                        | Votos en blanco            | Votos en blanco    | Votos en blanco    | 11.126             | 21,80              |
| Votos nulos                     | Votos nulos                               | Votos nulos                            | Votos nulos                | Votos nulos        | Votos nulos        | 254                | 0,50               |
| Total de votos                  | Total de votos                            | Total de votos                         | Total de votos             | Total de votos     | Total de votos     | 51.048             | 100                |
| Castellanos 1 Senador           |                                           |                                        |                            |                    |                    |                    |                    |
| Lema                            | Lema                                      | Candidato                              | Sublema                    | Sublema            | Sublema            | Lema               | Lema               |
| Lema                            | Lema                                      | Candidato                              | Sublema                    | Votos              | %                  | Votos              | %                  |
|                                 | Partido Justicialista                     | Alcides Lorenzo Calvo                  | Santa Fe en Crecimiento    | 13.661             | 30,12              | 45.351             | 68,27              |
| Frente para la Victoria         | Partido Justicialista                     | Alcides Lorenzo Calvo                  | 5.386                      | 11,88              |                    | 45.351             | 68,27              |
| Corriente de Acción Vecinal     | Partido Justicialista                     | Alcides Lorenzo Calvo                  | 4.049                      | 8,93               |                    | 45.351             | 68,27              |
| Santa Fe Productiva             | Partido Justicialista                     | Alcides Lorenzo Calvo                  | 48                         | 0,11               |                    | 45.351             | 68,27              |
| La Corriente Fundadora          | Partido Justicialista                     | Alcides Lorenzo Calvo                  | 9                          | 0,02               |                    | 45.351             | 68,27              |
| Total                           | Partido Justicialista                     | Alcides Lorenzo Calvo                  | 23.153                     | 51,05              |                    | 45.351             | 68,27              |
| Realdo Juan José Scandolo       | Partido Justicialista                     | Por Santa Fe                           | 6.579                      | 14,51              |                    | 45.351             | 68,27              |
| Realdo Juan José Scandolo       | Partido Justicialista                     | Trabajando por Santa Fe                | 6.216                      | 13,71              |                    | 45.351             | 68,27              |
| Realdo Juan José Scandolo       | Partido Justicialista                     | Producción y Trabajo                   | 2.189                      | 4,83               |                    | 45.351             | 68,27              |
| Realdo Juan José Scandolo       | Partido Justicialista                     | Juntos por Santa Fe                    | 1.769                      | 3,90               |                    | 45.351             | 68,27              |
| Realdo Juan José Scandolo       | Partido Justicialista                     | El Tren K para la Victoria             | 506                        | 1,12               |                    | 45.351             | 68,27              |
| Realdo Juan José Scandolo       | Partido Justicialista                     | Todos por Santa Fe                     | 465                        | 1,03               |                    | 45.351             | 68,27              |
| Realdo Juan José Scandolo       | Partido Justicialista                     | Nueva Generación                       | 169                        | 0,37               |                    | 45.351             | 68,27              |
| Realdo Juan José Scandolo       | Partido Justicialista                     | Cambio Participativo                   | 121                        | 0,27               |                    | 45.351             | 68,27              |
| Realdo Juan José Scandolo       | Partido Justicialista                     | Total                                  | 18.014                     | 39,72              |                    | 45.351             | 68,27              |
| Luis Carlos Cavalie             | Partido Justicialista                     | Para Producir y Distribuir             | 3.982                      | 8,78               |                    | 45.351             | 68,27              |
| Votos al lema                   | Votos al lema                             | 202                                    | 0,45                       |                    |                    | 45.351             | 68,27              |
|                                 | Encuentro Progresista                     | Rodolfo Jesús Enrico                   | Concertación Ciudadana     | 4.377              | 28,44              | 15.393             | 23,17              |
| Santa Fe Pujante                | Encuentro Progresista                     | Rodolfo Jesús Enrico                   | 3.816                      | 24,79              |                    | 15.393             | 23,17              |
| Participación Vecinal           | Encuentro Progresista                     | Rodolfo Jesús Enrico                   | 2.418                      | 15,71              |                    | 15.393             | 23,17              |
| Participación Ciudadana         | Encuentro Progresista                     | Rodolfo Jesús Enrico                   | 680                        | 4,42               |                    | 15.393             | 23,17              |
| Poder del Pueblo                | Encuentro Progresista                     | Rodolfo Jesús Enrico                   | 3                          | 0,02               |                    | 15.393             | 23,17              |
| Total                           | Encuentro Progresista                     | Rodolfo Jesús Enrico                   | 11.294                     | 73,37              |                    | 15.393             | 23,17              |
| Lino Antonio Gribaudo           | Encuentro Progresista                     | Coalición por Santa Fe                 | 1.981                      | 12,87              |                    | 15.393             | 23,17              |
| Lino Antonio Gribaudo           | Encuentro Progresista                     | Mejor Santa Fe                         | 233                        | 1,51               |                    | 15.393             | 23,17              |
| Lino Antonio Gribaudo           | Encuentro Progresista                     | Total                                  | 2.214                      | 14,38              |                    | 15.393             | 23,17              |
| Marcelo Pablo Ghione            | Encuentro Progresista                     | Compromiso con la Gente                | 1.062                      | 6,90               |                    | 15.393             | 23,17              |
| Marcelo Pablo Ghione            | Encuentro Progresista                     | Primero Santa Fe                       | 766                        | 4,98               |                    | 15.393             | 23,17              |
| Marcelo Pablo Ghione            | Encuentro Progresista                     | Total                                  | 1.828                      | 11,88              |                    | 15.393             | 23,17              |
| Votos al lema                   | Votos al lema                             | 57                                     | 0,37                       |                    |                    | 15.393             | 23,17              |
|                                 | Partido Demócrata Progresista             | Edelmiro Lorenzo Fassi                 | Movimiento Federal Recrear | 2.102              | 61,93              | 3.394              | 5,11               |
| Crecimiento y Progreso          | Partido Demócrata Progresista             | Edelmiro Lorenzo Fassi                 | 1.292                      | 38,07              |                    | 3.394              | 5,11               |
|                                 | Afirmación para una República Igualitaria | Mario Alberto Crespo                   | —                          | —                  | —                  | 1.301              | 1,96               |
|                                 | Partido Humanista                         | Alberto Jorge Ferreyra                 | —                          | —                  | —                  | 517                | 0,78               |
|                                 | Izquierda Unida                           | Eloy José Melano                       | —                          | —                  | —                  | 274                | 0,41               |
|                                 | Partido Obrero                            | Pablo Ramírez                          | —                          | —                  | —                  | 194                | 0,29               |
|                                 | Círculo de Integración Republicana        | Belia Prescher                         | —                          | —                  | —                  | 9                  | 0,01               |
| Votos positivos                 | Votos positivos                           | Votos positivos                        | Votos positivos            | Votos positivos    | Votos positivos    | 66.433             | 76,36              |
| Votos en blanco                 | Votos en blanco                           | Votos en blanco                        | Votos en blanco            | Votos en blanco    | Votos en blanco    | 19.952             | 22,93              |
| Votos nulos                     | Votos nulos                               | Votos nulos                            | Votos nulos                | Votos nulos        | Votos nulos        | 617                | 0,71               |
| Total de votos                  | Total de votos                            | Total de votos                         | Total de votos             | Total de votos     | Total de votos     | 87.002             | 100                |
| Constitución 1 Senador          |                                           |                                        |                            |                    |                    |                    |                    |
| Lema                            | Lema                                      | Candidato                              | Sublema                    | Sublema            | Sublema            | Lema               | Lema               |
| Lema                            | Lema                                      | Candidato                              | Sublema                    | Votos              | %                  | Votos              | %                  |
|                                 | Partido Justicialista                     | Jorge Raúl G. Malugani                 | Santa Fe en Crecimiento    | 4.626              | 22,07              | 20.964             | 49,89              |
| 8 de agosto                     | Partido Justicialista                     | Jorge Raúl G. Malugani                 | 846                        | 4,04               |                    | 20.964             | 49,89              |
| Santa Fe Productiva             | Partido Justicialista                     | Jorge Raúl G. Malugani                 | 700                        | 3,34               |                    | 20.964             | 49,89              |
| Una Sola Santa Fe               | Partido Justicialista                     | Jorge Raúl G. Malugani                 | 352                        | 1,68               |                    | 20.964             | 49,89              |
| Corriente de Acción Vecinal     | Partido Justicialista                     | Jorge Raúl G. Malugani                 | 7                          | 0,03               |                    | 20.964             | 49,89              |
| Total                           | Partido Justicialista                     | Jorge Raúl G. Malugani                 | 6.531                      | 31,15              |                    | 20.964             | 49,89              |
| Héctor Osvaldo Balducci         | Partido Justicialista                     | Frente para la Victoria                | 3.509                      | 16,74              |                    | 20.964             | 49,89              |
| Héctor Osvaldo Balducci         | Partido Justicialista                     | La Corriente Fundadora                 | 1.477                      | 7,05               |                    | 20.964             | 49,89              |
| Héctor Osvaldo Balducci         | Partido Justicialista                     | El Tren K para la Victoria             | 135                        | 0,64               |                    | 20.964             | 49,89              |
| Héctor Osvaldo Balducci         | Partido Justicialista                     | Total                                  | 5.121                      | 24,43              |                    | 20.964             | 49,89              |
| Ángel P. Gallo                  | Partido Justicialista                     | Por Santa Fe                           | 2.894                      | 13,80              |                    | 20.964             | 49,89              |
| Ángel P. Gallo                  | Partido Justicialista                     | Unidos por Santa Fe                    | 1.987                      | 9,48               |                    | 20.964             | 49,89              |
| Ángel P. Gallo                  | Partido Justicialista                     | Total                                  | 4.881                      | 23,28              |                    | 20.964             | 49,89              |
| Domingo Candido                 | Partido Justicialista                     | Juntos por Santa Fe                    | 1.500                      | 7,16               |                    | 20.964             | 49,89              |
| Domingo Candido                 | Partido Justicialista                     | Para Producir y Distribuir             | 241                        | 1,15               |                    | 20.964             | 49,89              |
| Domingo Candido                 | Partido Justicialista                     | Total                                  | 1.741                      | 8,30               |                    | 20.964             | 49,89              |
| Analía Rosa Rossini             | Partido Justicialista                     | Todos por Santa Fe                     | 1.307                      | 6,23               |                    | 20.964             | 49,89              |
| Analía Rosa Rossini             | Partido Justicialista                     | Producción y Trabajo                   | 618                        | 2,95               |                    | 20.964             | 49,89              |
| Analía Rosa Rossini             | Partido Justicialista                     | Total                                  | 1.925                      | 9,18               |                    | 20.964             | 49,89              |
| Cristina Sambrano               | Partido Justicialista                     | Trabajando por Santa Fe                | 388                        | 1,85               |                    | 20.964             | 49,89              |
| Cristina Sambrano               | Partido Justicialista                     | Nueva Generación                       | 203                        | 0,97               |                    | 20.964             | 49,89              |
| Cristina Sambrano               | Partido Justicialista                     | Cambio Participativo                   | 107                        | 0,51               |                    | 20.964             | 49,89              |
| Cristina Sambrano               | Partido Justicialista                     | Total                                  | 698                        | 3,33               |                    | 20.964             | 49,89              |
| Votos al lema                   | Votos al lema                             | 67                                     | 0,32                       |                    |                    | 20.964             | 49,89              |
|                                 | Encuentro Progresista                     | Nora Onelia Mendonca                   | Santa Fe Pujante           | 7.293              | 42,46              | 17.176             | 40,88              |
| Coalición por Santa Fe          | Encuentro Progresista                     | Nora Onelia Mendonca                   | 3.319                      | 19,32              |                    | 17.176             | 40,88              |
| Mejor Santa Fe                  | Encuentro Progresista                     | Nora Onelia Mendonca                   | 1.581                      | 9,20               |                    | 17.176             | 40,88              |
| Compromiso con la Gente         | Encuentro Progresista                     | Nora Onelia Mendonca                   | 1.486                      | 8,65               |                    | 17.176             | 40,88              |
| Concertación Ciudadana          | Encuentro Progresista                     | Nora Onelia Mendonca                   | 1.398                      | 8,14               |                    | 17.176             | 40,88              |
| Participación Vecinal           | Encuentro Progresista                     | Nora Onelia Mendonca                   | 879                        | 5,12               |                    | 17.176             | 40,88              |
| Primero Santa Fe                | Encuentro Progresista                     | Nora Onelia Mendonca                   | 862                        | 5,02               |                    | 17.176             | 40,88              |
| Participación Ciudadana         | Encuentro Progresista                     | Nora Onelia Mendonca                   | 8                          | 0,05               |                    | 17.176             | 40,88              |
| Total                           | Encuentro Progresista                     | Nora Onelia Mendonca                   | 16.826                     | 97,96              |                    | 17.176             | 40,88              |
| Horacio José Andreozzi          | Encuentro Progresista                     | Poder del Pueblo                       | 333                        | 1,94               |                    | 17.176             | 40,88              |
| Horacio José Andreozzi          | Encuentro Progresista                     | Santafesinos por Santa Fe              | 1                          | 0,01               |                    | 17.176             | 40,88              |
| Horacio José Andreozzi          | Encuentro Progresista                     | Total                                  | 334                        | 1,94               |                    | 17.176             | 40,88              |
| Votos al lema                   | Votos al lema                             | 16                                     | 0,09                       |                    |                    | 17.176             | 40,88              |
|                                 | Afirmación para una República Igualitaria | Osvaldo Boulan                         | —                          | —                  | —                  | 2.739              | 6,52               |
|                                 | Partido Demócrata Progresista             | Patricia Borgata                       | Movimiento Federal Recrear | 379                | 79,79              | 475                | 1,13               |
| Crecimiento y Progreso          | Partido Demócrata Progresista             | Patricia Borgata                       | 84                         | 17,68              |                    | 475                | 1,13               |
| Votos al lema                   | Votos al lema                             | 12                                     | 2,53                       |                    |                    | 475                | 1,13               |
|                                 | Izquierda Unida                           | Edgardo Rubén Pereyra                  | —                          | —                  | —                  | 427                | 1,02               |
|                                 | Partido Humanista                         | Fernando Horacio Heredia               | —                          | —                  | —                  | 135                | 0,32               |
|                                 | Partido Obrero                            | Jorge Encina                           | —                          | —                  | —                  | 102                | 0,24               |
| Votos positivos                 | Votos positivos                           | Votos positivos                        | Votos positivos            | Votos positivos    | Votos positivos    | 42.018             | 78,93              |
| Votos en blanco                 | Votos en blanco                           | Votos en blanco                        | Votos en blanco            | Votos en blanco    | Votos en blanco    | 10.955             | 20,58              |
| Votos nulos                     | Votos nulos                               | Votos nulos                            | Votos nulos                | Votos nulos        | Votos nulos        | 261                | 0,49               |
| Total de votos                  | Total de votos                            | Total de votos                         | Total de votos             | Total de votos     | Total de votos     | 53.234             | 100                |
| Garay 1 Senador                 |                                           |                                        |                            |                    |                    |                    |                    |
| Lema                            | Lema                                      | Candidato                              | Sublema                    | Sublema            | Sublema            | Lema               | Lema               |
| Lema                            | Lema                                      | Candidato                              | Sublema                    | Votos              | %                  | Votos              | %                  |
|                                 | Encuentro Progresista                     | Marta Graciela Nardoni (PS)            | Concertación Ciudadana     | 2.561              | 43,11              | 5.941              | 61,13              |
| Santa Fe Pujante                | Encuentro Progresista                     | Marta Graciela Nardoni (PS)            | 319                        | 5,37               |                    | 5.941              | 61,13              |
| Total                           | Encuentro Progresista                     | Marta Graciela Nardoni (PS)            | 2.880                      | 48,48              |                    | 5.941              | 61,13              |
| Raúl Darío Antille              | Encuentro Progresista                     | Primero Santa Fe                       | 2.185                      | 36,78              |                    | 5.941              | 61,13              |
| Raúl Darío Antille              | Encuentro Progresista                     | Coalición por Santa Fe                 | 488                        | 8,21               |                    | 5.941              | 61,13              |
| Raúl Darío Antille              | Encuentro Progresista                     | Mejor Santa Fe                         | 25                         | 0,42               |                    | 5.941              | 61,13              |
| Raúl Darío Antille              | Encuentro Progresista                     | Total                                  | 2.698                      | 45,41              |                    | 5.941              | 61,13              |
| José Antonio Osuna              | Encuentro Progresista                     | Compromiso con la Gente                | 163                        | 2,74               |                    | 5.941              | 61,13              |
| José Antonio Osuna              | Encuentro Progresista                     | Participación Ciudadana                | 163                        | 2,74               |                    | 5.941              | 61,13              |
| José Antonio Osuna              | Encuentro Progresista                     | Total                                  | 326                        | 5,49               |                    | 5.941              | 61,13              |
| Orlando Agustín Venzo           | Encuentro Progresista                     | Participación Vecinal                  | 33                         | 0,56               |                    | 5.941              | 61,13              |
| Votos al lema                   | Votos al lema                             | 4                                      | 0,07                       |                    |                    | 5.941              | 61,13              |
|                                 | Partido Justicialista                     | Duilio Osmar Pignata                   | Por Santa Fe               | 1.262              | 38,71              | 3.260              | 35,19              |
| Todos por Santa Fe              | Partido Justicialista                     | Duilio Osmar Pignata                   | 485                        | 14,88              |                    | 3.260              | 35,19              |
| Para Producir y Distribuir      | Partido Justicialista                     | Duilio Osmar Pignata                   | 159                        | 4,88               |                    | 3.260              | 35,19              |
| Juntos por Santa Fe             | Partido Justicialista                     | Duilio Osmar Pignata                   | 157                        | 4,82               |                    | 3.260              | 35,19              |
| Creo en la Lealtad de Garay     | Partido Justicialista                     | Duilio Osmar Pignata                   | 135                        | 4,14               |                    | 3.260              | 35,19              |
| Trabajando por Santa Fe         | Partido Justicialista                     | Duilio Osmar Pignata                   | 74                         | 2,27               |                    | 3.260              | 35,19              |
| El Tren K para la Victoria      | Partido Justicialista                     | Duilio Osmar Pignata                   | 68                         | 2,09               |                    | 3.260              | 35,19              |
| Cambio Participativo            | Partido Justicialista                     | Duilio Osmar Pignata                   | 8                          | 0,25               |                    | 3.260              | 35,19              |
| Total                           | Partido Justicialista                     | Duilio Osmar Pignata                   | 2.348                      | 72,02              |                    | 3.260              | 35,19              |
| Omar Ángel Zamora               | Partido Justicialista                     | Producción y Trabajo                   | 475                        | 14,57              |                    | 3.260              | 35,19              |
| Roberto Efraín Feldgos          | Partido Justicialista                     | Frente para la Victoria                | 161                        | 4,94               |                    | 3.260              | 35,19              |
| Roberto Efraín Feldgos          | Partido Justicialista                     | La Corriente Fundadora                 | 126                        | 3,87               |                    | 3.260              | 35,19              |
| Roberto Efraín Feldgos          | Partido Justicialista                     | Una Sola Santa Fe                      | 111                        | 3,40               |                    | 3.260              | 35,19              |
| Roberto Efraín Feldgos          | Partido Justicialista                     | Santa Fe Productiva                    | 34                         | 1,04               |                    | 3.260              | 35,19              |
| Roberto Efraín Feldgos          | Partido Justicialista                     | Total                                  | 432                        | 13,25              |                    | 3.260              | 35,19              |
| Votos al lema                   | Votos al lema                             | 5                                      | 0,15                       |                    |                    | 3.260              | 35,19              |
|                                 | Partido Demócrata Progresista             | Juan Carlos Fugassa                    | Crecimiento y Progreso     | 28                 | 57,14              | 49                 | 0,53               |
| Movimiento Federal Recrear      | Partido Demócrata Progresista             | Juan Carlos Fugassa                    | 21                         | 42,86              |                    | 49                 | 0,53               |
|                                 | Izquierda Unida                           | Eduardo Tránsito Ríos                  | —                          | —                  | —                  | 9                  | 0,10               |
|                                 | Partido Obrero                            | María Pérez                            | —                          | —                  | —                  | 5                  | 0,05               |
| Votos positivos                 | Votos positivos                           | Votos positivos                        | Votos positivos            | Votos positivos    | Votos positivos    | 9.264              | 87,56              |
| Votos en blanco                 | Votos en blanco                           | Votos en blanco                        | Votos en blanco            | Votos en blanco    | Votos en blanco    | 1.269              | 12,00              |
| Votos nulos                     | Votos nulos                               | Votos nulos                            | Votos nulos                | Votos nulos        | Votos nulos        | 43                 | 0,41               |
| Total de votos                  | Total de votos                            | Total de votos                         | Total de votos             | Total de votos     | Total de votos     | 10.576             | 100                |
| General López 1 Senador         |                                           |                                        |                            |                    |                    |                    |                    |
| Lema                            | Lema                                      | Candidato                              | Sublema                    | Sublema            | Sublema            | Lema               | Lema               |
| Lema                            | Lema                                      | Candidato                              | Sublema                    | Votos              | %                  | Votos              | %                  |
|                                 | Partido Justicialista                     | Ricardo Adrián Spinozzi                | Por Santa Fe               | 19.994             | 42,84              | 46.668             | 52,00              |
| Todos por Santa Fe              | Partido Justicialista                     | Ricardo Adrián Spinozzi                | 2.603                      | 5,58               |                    | 46.668             | 52,00              |
| Juntos por Santa Fe             | Partido Justicialista                     | Ricardo Adrián Spinozzi                | 1.740                      | 3,73               |                    | 46.668             | 52,00              |
| Producción y Trabajo            | Partido Justicialista                     | Ricardo Adrián Spinozzi                | 1.629                      | 3,49               |                    | 46.668             | 52,00              |
| Unidos por Santa Fe             | Partido Justicialista                     | Ricardo Adrián Spinozzi                | 1.605                      | 3,44               |                    | 46.668             | 52,00              |
| Total                           | Partido Justicialista                     | Ricardo Adrián Spinozzi                | 27.571                     | 59,08              |                    | 46.668             | 52,00              |
| José Ángel Chipoloni            | Partido Justicialista                     | Frente para la Victoria                | 7.166                      | 15,36              |                    | 46.668             | 52,00              |
| José Ángel Chipoloni            | Partido Justicialista                     | Santa Fe en Crecimiento                | 4.643                      | 9,95               |                    | 46.668             | 52,00              |
| José Ángel Chipoloni            | Partido Justicialista                     | Santa Fe Productiva                    | 2.542                      | 5,45               |                    | 46.668             | 52,00              |
| José Ángel Chipoloni            | Partido Justicialista                     | La Corriente Fundadora                 | 1.883                      | 4,03               |                    | 46.668             | 52,00              |
| José Ángel Chipoloni            | Partido Justicialista                     | Total                                  | 16.234                     | 34,79              |                    | 46.668             | 52,00              |
| Tomás Tibaldi                   | Partido Justicialista                     | Trabajando por Santa Fe                | 1.394                      | 2,99               |                    | 46.668             | 52,00              |
| Tomás Tibaldi                   | Partido Justicialista                     | Cambio Participativo                   | 14                         | 0,03               |                    | 46.668             | 52,00              |
| Tomás Tibaldi                   | Partido Justicialista                     | Nueva Generación                       | 5                          | 0,01               |                    | 46.668             | 52,00              |
| Tomás Tibaldi                   | Partido Justicialista                     | Total                                  | 1.413                      | 3,03               |                    | 46.668             | 52,00              |
| Ricardo Bautista Ceppi          | Partido Justicialista                     | Renovación Santafesina                 | 592                        | 1,27               |                    | 46.668             | 52,00              |
| José Luis Presentado            | Partido Justicialista                     | El Tren K para la Victoria             | 456                        | 0,98               |                    | 46.668             | 52,00              |
| Walter Mario Bistochi           | Partido Justicialista                     | Para Producir y Distribuir             | 290                        | 0,62               |                    | 46.668             | 52,00              |
| Votos al lema                   | Votos al lema                             | 112                                    | 0,24                       |                    |                    | 46.668             | 52,00              |
|                                 | Encuentro Progresista                     | Ernesto Domingo de Mattia              | Primero Santa Fe           | 9.426              | 27,57              | 34.192             | 38,10              |
| Coalición por Santa Fe          | Encuentro Progresista                     | Ernesto Domingo de Mattia              | 4.214                      | 12,32              |                    | 34.192             | 38,10              |
| Mejor Santa Fe                  | Encuentro Progresista                     | Ernesto Domingo de Mattia              | 1.520                      | 4,45               |                    | 34.192             | 38,10              |
| Participación Ciudadana         | Encuentro Progresista                     | Ernesto Domingo de Mattia              | 1.444                      | 4,22               |                    | 34.192             | 38,10              |
| Total                           | Encuentro Progresista                     | Ernesto Domingo de Mattia              | 16.604                     | 48,56              |                    | 34.192             | 38,10              |
| Aníbal Horacio Ianni            | Encuentro Progresista                     | Participación Vecinal                  | 6.165                      | 18,03              |                    | 34.192             | 38,10              |
| Aníbal Horacio Ianni            | Encuentro Progresista                     | Concertación Ciudadana                 | 5.952                      | 17,41              |                    | 34.192             | 38,10              |
| Aníbal Horacio Ianni            | Encuentro Progresista                     | Poder del Pueblo                       | 3.326                      | 9,73               |                    | 34.192             | 38,10              |
| Aníbal Horacio Ianni            | Encuentro Progresista                     | Santafesinos por Santa Fe              | 1                          | 0,00               |                    | 34.192             | 38,10              |
| Aníbal Horacio Ianni            | Encuentro Progresista                     | Total                                  | 15.444                     | 45,17              |                    | 34.192             | 38,10              |
| Claudia Agustina Elba Rosenthal | Encuentro Progresista                     | Santa Fe Pujante                       | 1.908                      | 5,58               |                    | 34.192             | 38,10              |
| Claudia Agustina Elba Rosenthal | Encuentro Progresista                     | Compromiso con la Gente                | 206                        | 0,60               |                    | 34.192             | 38,10              |
| Claudia Agustina Elba Rosenthal | Encuentro Progresista                     | Total                                  | 2.114                      | 6,18               |                    | 34.192             | 38,10              |
| Votos al lema                   | Votos al lema                             | 30                                     | 0,09                       |                    |                    | 34.192             | 38,10              |
|                                 | Afirmación para una República Igualitaria | Eduardo Juan Salleras                  | —                          | —                  | —                  | 6.819              | 7,60               |
|                                 | Partido Demócrata Progresista             | Graciela B. de Gregorio                | Movimiento Federal Recrear | 444                | 56,70              | 783                | 0,87               |
| Crecimiento y Progreso          | Partido Demócrata Progresista             | Graciela B. de Gregorio                | 334                        | 42,66              |                    | 783                | 0,87               |
| Votos al lema                   | Votos al lema                             | 5                                      | 0,64                       |                    |                    | 783                | 0,87               |
|                                 | Izquierda Unida                           | Pascual Antonio Domínguez              | —                          | —                  | —                  | 618                | 0,69               |
|                                 | Partido Humanista                         | Luz Marina Honores                     | —                          | —                  | —                  | 266                | 0,30               |
|                                 | Partido Obrero                            | Roxana Esther Acosta                   | —                          | —                  | —                  | 229                | 0,26               |
|                                 | Partido Popular de la Reconstrucción      | Ariel Rubén Barabino                   | —                          | —                  | —                  | 176                | 0,20               |
| Votos positivos                 | Votos positivos                           | Votos positivos                        | Votos positivos            | Votos positivos    | Votos positivos    | 89.751             | 82,21              |
| Votos en blanco                 | Votos en blanco                           | Votos en blanco                        | Votos en blanco            | Votos en blanco    | Votos en blanco    | 18.875             | 17,29              |
| Votos nulos                     | Votos nulos                               | Votos nulos                            | Votos nulos                | Votos nulos        | Votos nulos        | 544                | 0,50               |
| Total de votos                  | Total de votos                            | Total de votos                         | Total de votos             | Total de votos     | Total de votos     | 109.170            | 100                |
| General Obligado 1 Senador      |                                           |                                        |                            |                    |                    |                    |                    |
| Lema                            | Lema                                      | Candidato                              | Sublema                    | Sublema            | Sublema            | Lema               | Lema               |
| Lema                            | Lema                                      | Candidato                              | Sublema                    | Votos              | %                  | Votos              | %                  |
|                                 | Partido Justicialista                     | Héctor Nazario Ocampo                  | Frente para la Victoria    | 5.986              | 14,60              | 40.987             | 51,89              |
| Santa Fe Productiva             | Partido Justicialista                     | Héctor Nazario Ocampo                  | 4.228                      | 10,32              |                    | 40.987             | 51,89              |
| Una Sola Santa Fe               | Partido Justicialista                     | Héctor Nazario Ocampo                  | 3.886                      | 9,48               |                    | 40.987             | 51,89              |
| Santa Fe en Crecimiento         | Partido Justicialista                     | Héctor Nazario Ocampo                  | 2.658                      | 6,48               |                    | 40.987             | 51,89              |
| La Corriente Fundadora          | Partido Justicialista                     | Héctor Nazario Ocampo                  | 840                        | 2,05               |                    | 40.987             | 51,89              |
| Corriente de Acción Vecinal     | Partido Justicialista                     | Héctor Nazario Ocampo                  | 3                          | 0,01               |                    | 40.987             | 51,89              |
| Total                           | Partido Justicialista                     | Héctor Nazario Ocampo                  | 17.601                     | 42,94              |                    | 40.987             | 51,89              |
| Omar Dionisio Massat            | Partido Justicialista                     | Por Santa Fe                           | 8.352                      | 20,38              |                    | 40.987             | 51,89              |
| Omar Dionisio Massat            | Partido Justicialista                     | Todos por Santa Fe                     | 2.676                      | 6,53               |                    | 40.987             | 51,89              |
| Omar Dionisio Massat            | Partido Justicialista                     | Juntos por Santa Fe                    | 2.480                      | 6,05               |                    | 40.987             | 51,89              |
| Omar Dionisio Massat            | Partido Justicialista                     | Nuevo Norte                            | 993                        | 2,42               |                    | 40.987             | 51,89              |
| Omar Dionisio Massat            | Partido Justicialista                     | Total                                  | 14.501                     | 35,38              |                    | 40.987             | 51,89              |
| Alfredo Ramiro Speratti         | Partido Justicialista                     | Unidos por Santa Fe                    | 4.399                      | 10,73              |                    | 40.987             | 51,89              |
| Alfredo Ramiro Speratti         | Partido Justicialista                     | Trabajando por Santa Fe                | 1.957                      | 4,77               |                    | 40.987             | 51,89              |
| Alfredo Ramiro Speratti         | Partido Justicialista                     | Para Producir y Distribuir             | 960                        | 2,34               |                    | 40.987             | 51,89              |
| Alfredo Ramiro Speratti         | Partido Justicialista                     | Cambio Participativo                   | 653                        | 1,59               |                    | 40.987             | 51,89              |
| Alfredo Ramiro Speratti         | Partido Justicialista                     | Nueva Generación                       | 615                        | 1,50               |                    | 40.987             | 51,89              |
| Alfredo Ramiro Speratti         | Partido Justicialista                     | El Tren K para la Victoria             | 254                        | 0,62               |                    | 40.987             | 51,89              |
| Alfredo Ramiro Speratti         | Partido Justicialista                     | Total                                  | 8.838                      | 21,56              |                    | 40.987             | 51,89              |
| Votos al lema                   | Votos al lema                             | 47                                     | 0,11                       |                    |                    | 40.987             | 51,89              |
|                                 | Encuentro Progresista                     | Rafael Antonio Colussi                 | Participación Vecinal      | 5.893              | 16,54              | 35.631             | 45,11              |
| Concertación Ciudadana          | Encuentro Progresista                     | Rafael Antonio Colussi                 | 4.286                      | 12,03              |                    | 35.631             | 45,11              |
| Santafesinos por Santa Fe       | Encuentro Progresista                     | Rafael Antonio Colussi                 | 286                        | 0,80               |                    | 35.631             | 45,11              |
| Total                           | Encuentro Progresista                     | Rafael Antonio Colussi                 | 10.465                     | 29,37              |                    | 35.631             | 45,11              |
| Héctor Daniel Cucit             | Encuentro Progresista                     | Santa Fe Pujante                       | 8.564                      | 24,04              |                    | 35.631             | 45,11              |
| Héctor Daniel Cucit             | Encuentro Progresista                     | Participación Ciudadana                | 1.607                      | 4,51               |                    | 35.631             | 45,11              |
| Héctor Daniel Cucit             | Encuentro Progresista                     | Total                                  | 10.171                     | 28,55              |                    | 35.631             | 45,11              |
| Rosa Néstor Darío Della         | Encuentro Progresista                     | Poder del Pueblo                       | 4.073                      | 11,43              |                    | 35.631             | 45,11              |
| Rosa Néstor Darío Della         | Encuentro Progresista                     | Coalición por Santa Fe                 | 3.241                      | 9,10               |                    | 35.631             | 45,11              |
| Rosa Néstor Darío Della         | Encuentro Progresista                     | Mejor Santa Fe                         | 2.444                      | 6,86               |                    | 35.631             | 45,11              |
| Rosa Néstor Darío Della         | Encuentro Progresista                     | Total                                  | 9.758                      | 27,39              |                    | 35.631             | 45,11              |
| Rafael A. Blanco                | Encuentro Progresista                     | Primero Santa Fe                       | 3.435                      | 9,64               |                    | 35.631             | 45,11              |
| Rafael A. Blanco                | Encuentro Progresista                     | Compromiso con la Gente                | 1.750                      | 4,91               |                    | 35.631             | 45,11              |
| Rafael A. Blanco                | Encuentro Progresista                     | Total                                  | 5.185                      | 14,55              |                    | 35.631             | 45,11              |
| Votos al lema                   | Votos al lema                             | 52                                     | 0,15                       |                    |                    | 35.631             | 45,11              |
|                                 | Afirmación para una República Igualitaria | Ángel Valentín Gregoret                | —                          | —                  | —                  | 1.478              | 1,87               |
|                                 | Partido Demócrata Progresista             | Daniel Alberto López                   | Crecimiento y Progreso     | 326                | 51,42              | 634                | 0,80               |
| Movimiento Federal Recrear      | Partido Demócrata Progresista             | Daniel Alberto López                   | 305                        | 48,11              |                    | 634                | 0,80               |
| Votos al lema                   | Votos al lema                             | 3                                      | 0,47                       |                    |                    | 634                | 0,80               |
|                                 | Izquierda Unida                           | Agustín Ernesto René Morales y Salinas | —                          | —                  | —                  | 168                | 0,21               |
|                                 | Partido Obrero                            | Adela Gómez                            | —                          | —                  | —                  | 79                 | 0,10               |
|                                 | Círculo de Integración Republicana        | Fabiana Marcela Benítez                | —                          | —                  | —                  | 2                  | 0,00               |
|                                 | Frente Movimiento Popular                 | María del Rosario Leyria               | —                          | —                  | —                  | 2                  | 0,00               |
| Votos positivos                 | Votos positivos                           | Votos positivos                        | Votos positivos            | Votos positivos    | Votos positivos    | 78.981             | 88,20              |
| Votos en blanco                 | Votos en blanco                           | Votos en blanco                        | Votos en blanco            | Votos en blanco    | Votos en blanco    | 10.031             | 11,20              |
| Votos nulos                     | Votos nulos                               | Votos nulos                            | Votos nulos                | Votos nulos        | Votos nulos        | 538                | 0,60               |
| Total de votos                  | Total de votos                            | Total de votos                         | Total de votos             | Total de votos     | Total de votos     | 89.550             | 100                |
| Iriondo 1 Senador               |                                           |                                        |                            |                    |                    |                    |                    |
| Lema                            | Lema                                      | Candidato                              | Sublema                    | Sublema            | Sublema            | Lema               | Lema               |
| Lema                            | Lema                                      | Candidato                              | Sublema                    | Votos              | %                  | Votos              | %                  |
|                                 | Partido Justicialista                     | Norberto Juan Betique                  | Frente para la Victoria    | 3.468              | 19,18              | 18.084             | 54,61              |
| Una Sola Santa Fe               | Partido Justicialista                     | Norberto Juan Betique                  | 1.841                      | 10,18              |                    | 18.084             | 54,61              |
| Iriondo Primero                 | Partido Justicialista                     | Norberto Juan Betique                  | 1.818                      | 10,05              |                    | 18.084             | 54,61              |
| La Corriente Fundadora          | Partido Justicialista                     | Norberto Juan Betique                  | 1.651                      | 9,13               |                    | 18.084             | 54,61              |
| Santa Fe en Crecimiento         | Partido Justicialista                     | Norberto Juan Betique                  | 1.326                      | 7,33               |                    | 18.084             | 54,61              |
| Santa Fe Productiva             | Partido Justicialista                     | Norberto Juan Betique                  | 1.306                      | 7,22               |                    | 18.084             | 54,61              |
| Corriente de Acción Vecinal     | Partido Justicialista                     | Norberto Juan Betique                  | 8                          | 0,04               |                    | 18.084             | 54,61              |
| Por el Cambio desde Iriondo     | Partido Justicialista                     | Norberto Juan Betique                  | 1                          | 0,01               |                    | 18.084             | 54,61              |
| Total                           | Partido Justicialista                     | Norberto Juan Betique                  | 11.419                     | 63,14              |                    | 18.084             | 54,61              |
| Vicente Luis Koller             | Partido Justicialista                     | Por Santa Fe                           | 1.594                      | 8,81               |                    | 18.084             | 54,61              |
| Vicente Luis Koller             | Partido Justicialista                     | Todos por Santa Fe                     | 858                        | 4,74               |                    | 18.084             | 54,61              |
| Vicente Luis Koller             | Partido Justicialista                     | Producción y Trabajo                   | 821                        | 4,54               |                    | 18.084             | 54,61              |
| Vicente Luis Koller             | Partido Justicialista                     | Trabajando por Santa Fe                | 806                        | 4,46               |                    | 18.084             | 54,61              |
| Vicente Luis Koller             | Partido Justicialista                     | Nueva Generación                       | 570                        | 3,15               |                    | 18.084             | 54,61              |
| Vicente Luis Koller             | Partido Justicialista                     | Juntos por Santa Fe                    | 568                        | 3,14               |                    | 18.084             | 54,61              |
| Vicente Luis Koller             | Partido Justicialista                     | Unidos por Santa Fe                    | 564                        | 3,12               |                    | 18.084             | 54,61              |
| Vicente Luis Koller             | Partido Justicialista                     | Cambio Participativo                   | 370                        | 2,05               |                    | 18.084             | 54,61              |
| Vicente Luis Koller             | Partido Justicialista                     | Total                                  | 6.151                      | 34,01              |                    | 18.084             | 54,61              |
| Rubén Ramón Stagno              | Partido Justicialista                     | Para Producir y Distribuir             | 297                        | 1,64               |                    | 18.084             | 54,61              |
| Rubén Ramón Stagno              | Partido Justicialista                     | El Tren K para la Victoria             | 156                        | 0,86               |                    | 18.084             | 54,61              |
| Rubén Ramón Stagno              | Partido Justicialista                     | Total                                  | 453                        | 2,50               |                    | 18.084             | 54,61              |
| Votos al lema                   | Votos al lema                             | 61                                     | 0,34                       |                    |                    | 18.084             | 54,61              |
|                                 | Encuentro Progresista                     | Hugo Jesús Rasetto                     | Primero Santa Fe           | 3.851              | 29,60              | 13.008             | 39,28              |
| Santafesinos por Santa Fe       | Encuentro Progresista                     | Hugo Jesús Rasetto                     | 706                        | 5,43               |                    | 13.008             | 39,28              |
| Compromiso con la Gente         | Encuentro Progresista                     | Hugo Jesús Rasetto                     | 551                        | 4,24               |                    | 13.008             | 39,28              |
| Total                           | Encuentro Progresista                     | Hugo Jesús Rasetto                     | 5.108                      | 39,27              |                    | 13.008             | 39,28              |
| Ariel Raúl Minuet               | Encuentro Progresista                     | Santa Fe Pujante                       | 2.110                      | 16,22              |                    | 13.008             | 39,28              |
| Ariel Raúl Minuet               | Encuentro Progresista                     | Concertación Ciudadana                 | 1.666                      | 12,81              |                    | 13.008             | 39,28              |
| Ariel Raúl Minuet               | Encuentro Progresista                     | Mejor Santa Fe                         | 1.206                      | 9,27               |                    | 13.008             | 39,28              |
| Ariel Raúl Minuet               | Encuentro Progresista                     | Total                                  | 4.982                      | 38,30              |                    | 13.008             | 39,28              |
| Rubén Oscar Tagliaferri         | Encuentro Progresista                     | Participación Vecinal                  | 1.168                      | 8,98               |                    | 13.008             | 39,28              |
| Ricardo Carlos Antonini         | Encuentro Progresista                     | Poder del Pueblo                       | 1.130                      | 8,69               |                    | 13.008             | 39,28              |
| Roberto Américo Perletti        | Encuentro Progresista                     | Coalición por Santa Fe                 | 513                        | 3,94               |                    | 13.008             | 39,28              |
| Roberto Américo Perletti        | Encuentro Progresista                     | Participación Ciudadana                | 92                         | 0,71               |                    | 13.008             | 39,28              |
| Roberto Américo Perletti        | Encuentro Progresista                     | Total                                  | 605                        | 4,65               |                    | 13.008             | 39,28              |
| Votos al lema                   | Votos al lema                             | 15                                     | 0,12                       |                    |                    | 13.008             | 39,28              |
|                                 | Afirmación para una República Igualitaria | Jorge Orlando Primon                   | —                          | —                  | —                  | 1.453              | 4,39               |
|                                 | Partido Demócrata Progresista             | Mauricio C. Bonchini                   | Movimiento Federal Recrear | 169                | 64,75              | 261                | 0,79               |
| Crecimiento y Progreso          | Partido Demócrata Progresista             | Mauricio C. Bonchini                   | 91                         | 34,87              |                    | 261                | 0,79               |
| Votos al lema                   | Votos al lema                             | 1                                      | 0,38                       |                    |                    | 261                | 0,79               |
|                                 | Izquierda Unida                           | Armando Álvarez                        | —                          | —                  | —                  | 173                | 0,52               |
|                                 | Partido Humanista                         | Ricardo José López                     | —                          | —                  | —                  | 75                 | 0,23               |
|                                 | Partido Obrero                            | María Garay                            | —                          | —                  | —                  | 60                 | 0,18               |
| Votos positivos                 | Votos positivos                           | Votos positivos                        | Votos positivos            | Votos positivos    | Votos positivos    | 33.114             | 82,29              |
| Votos en blanco                 | Votos en blanco                           | Votos en blanco                        | Votos en blanco            | Votos en blanco    | Votos en blanco    | 6.976              | 17,34              |
| Votos nulos                     | Votos nulos                               | Votos nulos                            | Votos nulos                | Votos nulos        | Votos nulos        | 150                | 0,37               |
| Total de votos                  | Total de votos                            | Total de votos                         | Total de votos             | Total de votos     | Total de votos     | 40.240             | 100                |
| La Capital 1 Senador            |                                           |                                        |                            |                    |                    |                    |                    |
| Lema                            | Lema                                      | Candidato                              | Sublema                    | Sublema            | Sublema            | Lema               | Lema               |
| Lema                            | Lema                                      | Candidato                              | Sublema                    | Votos              | %                  | Votos              | %                  |
|                                 | Partido Justicialista                     | Juan Carlos Mercier                    | Por Santa Fe               | 27.711             | 24,75              | 111.951            | 61,85              |
| Producción y Trabajo            | Partido Justicialista                     | Juan Carlos Mercier                    | 14.813                     | 13,23              |                    | 111.951            | 61,85              |
| Todos por Santa Fe              | Partido Justicialista                     | Juan Carlos Mercier                    | 8.799                      | 7,86               |                    | 111.951            | 61,85              |
| Juntos por Santa Fe             | Partido Justicialista                     | Juan Carlos Mercier                    | 7.482                      | 6,68               |                    | 111.951            | 61,85              |
| Unidos por Santa Fe             | Partido Justicialista                     | Juan Carlos Mercier                    | 3.590                      | 3,21               |                    | 111.951            | 61,85              |
| Total                           | Partido Justicialista                     | Juan Carlos Mercier                    | 62.395                     | 55,73              |                    | 111.951            | 61,85              |
| Julio Esteban Barberis          | Partido Justicialista                     | Frente para la Victoria                | 13.048                     | 11,66              |                    | 111.951            | 61,85              |
| Julio Esteban Barberis          | Partido Justicialista                     | Santa Fe en Crecimiento                | 6.247                      | 5,58               |                    | 111.951            | 61,85              |
| Julio Esteban Barberis          | Partido Justicialista                     | Santa Fe Productiva                    | 4.696                      | 4,19               |                    | 111.951            | 61,85              |
| Julio Esteban Barberis          | Partido Justicialista                     | Una Sola Santa Fe                      | 4.468                      | 3,99               |                    | 111.951            | 61,85              |
| Julio Esteban Barberis          | Partido Justicialista                     | La Corriente Fundadora                 | 3.559                      | 3,18               |                    | 111.951            | 61,85              |
| Julio Esteban Barberis          | Partido Justicialista                     | Corriente de Acción Vecinal            | 211                        | 0,19               |                    | 111.951            | 61,85              |
| Julio Esteban Barberis          | Partido Justicialista                     | Total                                  | 32.229                     | 28,79              |                    | 111.951            | 61,85              |
| Susana Stochero                 | Partido Justicialista                     | Nueva Generación                       | 4.799                      | 4,29               |                    | 111.951            | 61,85              |
| Susana Stochero                 | Partido Justicialista                     | Trabajando por Santa Fe                | 2.452                      | 2,19               |                    | 111.951            | 61,85              |
| Susana Stochero                 | Partido Justicialista                     | Cambio Participativo                   | 411                        | 0,37               |                    | 111.951            | 61,85              |
| Susana Stochero                 | Partido Justicialista                     | Total                                  | 7.662                      | 6,84               |                    | 111.951            | 61,85              |
| Omar Wenceslao Sedlacek         | Partido Justicialista                     | El Tren K para la Victoria             | 6.891                      | 6,16               |                    | 111.951            | 61,85              |
| Carlos Jesús Rodríguez          | Partido Justicialista                     | Para Producir y Distribuir             | 2.310                      | 2,06               |                    | 111.951            | 61,85              |
| Francisco Javier Ruffino        | Partido Justicialista                     | Alianza Patriótica                     | 246                        | 0,22               |                    | 111.951            | 61,85              |
| Votos al lema                   | Votos al lema                             | 218                                    | 0,19                       |                    |                    | 111.951            | 61,85              |
|                                 | Encuentro Progresista                     | Martín Augusto Álvarez                 | Coalición por Santa Fe     | 15.838             | 33,30              | 47.566             | 26,28              |
| Primero Santa Fe                | Encuentro Progresista                     | Martín Augusto Álvarez                 | 3.756                      | 7,90               |                    | 47.566             | 26,28              |
| Mejor Santa Fe                  | Encuentro Progresista                     | Martín Augusto Álvarez                 | 2.443                      | 5,14               |                    | 47.566             | 26,28              |
| Participación Ciudadana         | Encuentro Progresista                     | Martín Augusto Álvarez                 | 379                        | 0,80               |                    | 47.566             | 26,28              |
| Santafesinos por Santa Fe       | Encuentro Progresista                     | Martín Augusto Álvarez                 | 340                        | 0,71               |                    | 47.566             | 26,28              |
| Total                           | Encuentro Progresista                     | Martín Augusto Álvarez                 | 22.756                     | 47,84              |                    | 47.566             | 26,28              |
| Marta Cecilia Fassino           | Encuentro Progresista                     | Concertación Ciudadana                 | 8.599                      | 18,08              |                    | 47.566             | 26,28              |
| Marta Cecilia Fassino           | Encuentro Progresista                     | Participación Vecinal                  | 5.385                      | 11,32              |                    | 47.566             | 26,28              |
| Marta Cecilia Fassino           | Encuentro Progresista                     | Total                                  | 13.984                     | 29,40              |                    | 47.566             | 26,28              |
| Mirta Zaniboni de Cuaini        | Encuentro Progresista                     | Poder del Pueblo                       | 5.940                      | 12,49              |                    | 47.566             | 26,28              |
| Jorge Daniel Pedraza            | Encuentro Progresista                     | Santa Fe Pujante                       | 4.063                      | 8,54               |                    | 47.566             | 26,28              |
| Dalmiro Emilio Vivanco          | Encuentro Progresista                     | Compromiso con la Gente                | 766                        | 1,61               |                    | 47.566             | 26,28              |
| Votos al lema                   | Votos al lema                             | 57                                     | 0,12                       |                    |                    | 47.566             | 26,28              |
|                                 | Afirmación para una República Igualitaria | Rogelio Jorge Allignani                | —                          | —                  | —                  | 13.638             | 7,54               |
|                                 | Partido Demócrata Progresista             | Andrés E. Mathurin                     | Movimiento Federal Recrear | 1.847              | 58,32              | 3.167              | 1,75               |
| Crecimiento y Progreso          | Partido Demócrata Progresista             | Andrés E. Mathurin                     | 1.303                      | 41,14              |                    | 3.167              | 1,75               |
| Votos al lema                   | Votos al lema                             | 17                                     | 0,54                       |                    |                    | 3.167              | 1,75               |
|                                 | Izquierda Unida                           | Daniel Osvaldo Leonar                  | —                          | —                  | —                  | 2.164              | 1,20               |
|                                 | Partido Humanista                         | Guillermo Antonio Pagone               | —                          | —                  | —                  | 1.001              | 0,55               |
|                                 | Partido Obrero                            | Javier Fernando Tell                   | —                          | —                  | —                  | 826                | 0,46               |
|                                 | Partido Demócrata Cristiano               | Carlos Alberto López                   | —                          | —                  | —                  | 431                | 0,24               |
|                                 | Círculo de Integración Republicana        | Marcelo Alejandro Sanessi              | —                          | —                  | —                  | 250                | 0,14               |
| Votos positivos                 | Votos positivos                           | Votos positivos                        | Votos positivos            | Votos positivos    | Votos positivos    | 180.994            | 71,09              |
| Votos en blanco                 | Votos en blanco                           | Votos en blanco                        | Votos en blanco            | Votos en blanco    | Votos en blanco    | 68.052             | 26,73              |
| Votos nulos                     | Votos nulos                               | Votos nulos                            | Votos nulos                | Votos nulos        | Votos nulos        | 5.553              | 2,18               |
| Total de votos                  | Total de votos                            | Total de votos                         | Total de votos             | Total de votos     | Total de votos     | 254.599            | 100                |
| Las Colonias 1 Senador          |                                           |                                        |                            |                    |                    |                    |                    |
| Lema                            | Lema                                      | Candidato                              | Sublema                    | Sublema            | Sublema            | Lema               | Lema               |
| Lema                            | Lema                                      | Candidato                              | Sublema                    | Votos              | %                  | Votos              | %                  |
|                                 | Encuentro Progresista                     | Carlos Fascendini (UCR)                | Coalición por Santa Fe     | 12.246             | 59,11              | 20.717             | 44,84              |
| Primero Santa Fe                | Encuentro Progresista                     | Carlos Fascendini (UCR)                | 3.622                      | 17,48              |                    | 20.717             | 44,84              |
| Compromiso con la Gente         | Encuentro Progresista                     | Carlos Fascendini (UCR)                | 455                        | 2,20               |                    | 20.717             | 44,84              |
| Total                           | Encuentro Progresista                     | Carlos Fascendini (UCR)                | 16.323                     | 78,79              |                    | 20.717             | 44,84              |
| Jorge Humberto Piro (PS)        | Encuentro Progresista                     | Poder del Pueblo                       | 1.063                      | 5,13               |                    | 20.717             | 44,84              |
| Jorge Humberto Piro (PS)        | Encuentro Progresista                     | Concertación Ciudadana                 | 967                        | 4,67               |                    | 20.717             | 44,84              |
| Jorge Humberto Piro (PS)        | Encuentro Progresista                     | Participación Vecinal                  | 242                        | 1,17               |                    | 20.717             | 44,84              |
| Jorge Humberto Piro (PS)        | Encuentro Progresista                     | Total                                  | 2.272                      | 10,97              |                    | 20.717             | 44,84              |
| Miguel José Gatti               | Encuentro Progresista                     | Mejor Santa Fe                         | 2.070                      | 9,99               |                    | 20.717             | 44,84              |
| Votos al lema                   | Votos al lema                             | 52                                     | 0,25                       |                    |                    | 20.717             | 44,84              |
|                                 | Partido Justicialista                     | Elida Schachner de Auce                | Por Santa Fe               | 6.878              | 34,41              | 19.988             | 43,26              |
| Todos por Santa Fe              | Partido Justicialista                     | Elida Schachner de Auce                | 1.629                      | 8,15               |                    | 19.988             | 43,26              |
| Unidos por Santa Fe             | Partido Justicialista                     | Elida Schachner de Auce                | 544                        | 2,72               |                    | 19.988             | 43,26              |
| Total                           | Partido Justicialista                     | Elida Schachner de Auce                | 9.051                      | 45,28              |                    | 19.988             | 43,26              |
| Oscar Domingo Dip               | Partido Justicialista                     | Frente para la Victoria                | 2.568                      | 12,85              |                    | 19.988             | 43,26              |
| Oscar Domingo Dip               | Partido Justicialista                     | Santa Fe en Crecimiento                | 967                        | 4,84               |                    | 19.988             | 43,26              |
| Oscar Domingo Dip               | Partido Justicialista                     | Santa Fe Productiva                    | 908                        | 4,54               |                    | 19.988             | 43,26              |
| Oscar Domingo Dip               | Partido Justicialista                     | Corriente de Acción Vecinal            | 339                        | 1,70               |                    | 19.988             | 43,26              |
| Oscar Domingo Dip               | Partido Justicialista                     | Total                                  | 4.782                      | 23,92              |                    | 19.988             | 43,26              |
| Roberto Eduardo Gay             | Partido Justicialista                     | Trabajando por Santa Fe                | 2.037                      | 10,19              |                    | 19.988             | 43,26              |
| Roberto Eduardo Gay             | Partido Justicialista                     | Juntos por Santa Fe                    | 1.310                      | 6,55               |                    | 19.988             | 43,26              |
| Roberto Eduardo Gay             | Partido Justicialista                     | Cambio Participativo                   | 107                        | 0,54               |                    | 19.988             | 43,26              |
| Roberto Eduardo Gay             | Partido Justicialista                     | Total                                  | 3.454                      | 17,28              |                    | 19.988             | 43,26              |
| Omar Leiva                      | Partido Justicialista                     | Producción y Trabajo                   | 1.501                      | 7,51               |                    | 19.988             | 43,26              |
| Irma Beatriz Farías             | Partido Justicialista                     | Para Producir y Distribuir             | 666                        | 3,33               |                    | 19.988             | 43,26              |
| Abel Victorio Colombero         | Partido Justicialista                     | El Tren K para la Victoria             | 471                        | 2,36               |                    | 19.988             | 43,26              |
| Florencio Castoldi              | Partido Justicialista                     | Una Sola Santa Fe                      | 1                          | 0,01               |                    | 19.988             | 43,26              |
| Votos al lema                   | Votos al lema                             | 62                                     | 0,31                       |                    |                    | 19.988             | 43,26              |
|                                 | Partido Demócrata Progresista             | Ana María Gauchat                      | Crecimiento y Progreso     | 2.786              | 60,25              | 4.624              | 10,01              |
| Movimiento Federal Recrear      | Partido Demócrata Progresista             | Ana María Gauchat                      | 1.836                      | 39,71              |                    | 4.624              | 10,01              |
| Votos al lema                   | Votos al lema                             | 2                                      | 0,04                       |                    |                    | 4.624              | 10,01              |
|                                 | Afirmación para una República Igualitaria | Manuel Mario dos Santos                | —                          | —                  | —                  | 537                | 1,16               |
|                                 | Partido Humanista                         | María Leticia Rothar                   | —                          | —                  | —                  | 115                | 0,25               |
|                                 | Izquierda Unida                           | Carlos Alberto Schmidt                 | —                          | —                  | —                  | 110                | 0,24               |
|                                 | Partido Obrero                            | Marta Pérez                            | —                          | —                  | —                  | 79                 | 0,17               |
|                                 | Círculo de Integración Republicana        | Rosa Elvira Espíndola                  | —                          | —                  | —                  | 35                 | 0,08               |
| Votos positivos                 | Votos positivos                           | Votos positivos                        | Votos positivos            | Votos positivos    | Votos positivos    | 46.205             | 79,93              |
| Votos en blanco                 | Votos en blanco                           | Votos en blanco                        | Votos en blanco            | Votos en blanco    | Votos en blanco    | 11.257             | 19,47              |
| Votos nulos                     | Votos nulos                               | Votos nulos                            | Votos nulos                | Votos nulos        | Votos nulos        | 346                | 0,60               |
| Total de votos                  | Total de votos                            | Total de votos                         | Total de votos             | Total de votos     | Total de votos     | 57.808             | 100                |
| Nueve de Julio 1 Senador        |                                           |                                        |                            |                    |                    |                    |                    |
| Lema                            | Lema                                      | Candidato                              | Sublema                    | Sublema            | Sublema            | Lema               | Lema               |
| Lema                            | Lema                                      | Candidato                              | Sublema                    | Votos              | %                  | Votos              | %                  |
|                                 | Partido Justicialista                     | Joaquín Raúl Horacio Gramajo           | Por Santa Fe               | 3.197              | 28,15              | 11.355             | 77,56              |
| Unidos por Santa Fe             | Partido Justicialista                     | Joaquín Raúl Horacio Gramajo           | 1.182                      | 10,41              |                    | 11.355             | 77,56              |
| Todos por Santa Fe              | Partido Justicialista                     | Joaquín Raúl Horacio Gramajo           | 1.172                      | 10,32              |                    | 11.355             | 77,56              |
| Producción y Trabajo            | Partido Justicialista                     | Joaquín Raúl Horacio Gramajo           | 837                        | 7,37               |                    | 11.355             | 77,56              |
| Juntos por Santa Fe             | Partido Justicialista                     | Joaquín Raúl Horacio Gramajo           | 543                        | 4,78               |                    | 11.355             | 77,56              |
| Total                           | Partido Justicialista                     | Joaquín Raúl Horacio Gramajo           | 6.931                      | 61,04              |                    | 11.355             | 77,56              |
| Ricardo César Tolkachier        | Partido Justicialista                     | Frente para la Victoria                | 3.370                      | 29,68              |                    | 11.355             | 77,56              |
| Ricardo César Tolkachier        | Partido Justicialista                     | Para Producir y Distribuir             | 548                        | 4,83               |                    | 11.355             | 77,56              |
| Ricardo César Tolkachier        | Partido Justicialista                     | Trabajando por Santa Fe                | 419                        | 3,69               |                    | 11.355             | 77,56              |
| Ricardo César Tolkachier        | Partido Justicialista                     | Cambio Participativo                   | 28                         | 0,25               |                    | 11.355             | 77,56              |
| Ricardo César Tolkachier        | Partido Justicialista                     | Total                                  | 4.365                      | 38,44              |                    | 11.355             | 77,56              |
| Luis Alberto Roldán             | Partido Justicialista                     | El Tren K para la Victoria             | 30                         | 0,26               |                    | 11.355             | 77,56              |
| Votos al lema                   | Votos al lema                             | 29                                     | 0,26                       |                    |                    | 11.355             | 77,56              |
|                                 | Encuentro Progresista                     | Ángel Roque Levis                      | Participación Vecinal      | 1.972              | 61,97              | 3.182              | 21,73              |
| Participación Ciudadana         | Encuentro Progresista                     | Ángel Roque Levis                      | 169                        | 5,31               |                    | 3.182              | 21,73              |
| Total                           | Encuentro Progresista                     | Ángel Roque Levis                      | 2.141                      | 67,28              |                    | 3.182              | 21,73              |
| Florentino Juan Ángel Armando   | Encuentro Progresista                     | Concertación Ciudadana                 | 958                        | 30,11              |                    | 3.182              | 21,73              |
| Florentino Juan Ángel Armando   | Encuentro Progresista                     | Santa Fe Pujante                       | 58                         | 1,82               |                    | 3.182              | 21,73              |
| Florentino Juan Ángel Armando   | Encuentro Progresista                     | Poder del Pueblo                       | 24                         | 0,75               |                    | 3.182              | 21,73              |
| Florentino Juan Ángel Armando   | Encuentro Progresista                     | Total                                  | 1.040                      | 32,68              |                    | 3.182              | 21,73              |
| Votos al lema                   | Votos al lema                             | 1                                      | 0,03                       |                    |                    | 3.182              | 21,73              |
|                                 | Partido Demócrata Progresista             | Oscar Alberto Salazar                  | Crecimiento y Progreso     | 17                 | 62,96              | 27                 | 0,18               |
| Movimiento Federal Recrear      | Partido Demócrata Progresista             | Oscar Alberto Salazar                  | 10                         | 37,04              |                    | 27                 | 0,18               |
|                                 | Partido Humanista                         | Celia Castillo                         | —                          | —                  | —                  | 22                 | 0,15               |
|                                 | Afirmación para una República Igualitaria | Carlos María Armando                   | —                          | —                  | —                  | 18                 | 0,12               |
|                                 | Izquierda Unida                           | Ricardo Sosa                           | —                          | —                  | —                  | 13                 | 0,09               |
|                                 | Partido Obrero                            | Rosa Nilda Osorio                      | —                          | —                  | —                  | 12                 | 0,80               |
|                                 | Círculo de Integración Republicana        | Abelardo Rogelio Andino                | —                          | —                  | —                  | 11                 | 0,08               |
| Votos positivos                 | Votos positivos                           | Votos positivos                        | Votos positivos            | Votos positivos    | Votos positivos    | 14.640             | 92,99              |
| Votos en blanco                 | Votos en blanco                           | Votos en blanco                        | Votos en blanco            | Votos en blanco    | Votos en blanco    | 1.039              | 6,60               |
| Votos nulos                     | Votos nulos                               | Votos nulos                            | Votos nulos                | Votos nulos        | Votos nulos        | 64                 | 0,41               |
| Total de votos                  | Total de votos                            | Total de votos                         | Total de votos             | Total de votos     | Total de votos     | 15.743             | 100                |
| Rosario 1 Senador               |                                           |                                        |                            |                    |                    |                    |                    |
| Lema                            | Lema                                      | Candidato                              | Sublema                    | Sublema            | Sublema            | Lema               | Lema               |
| Lema                            | Lema                                      | Candidato                              | Sublema                    | Votos              | %                  | Votos              | %                  |
|                                 | Encuentro Progresista                     | Patricia Liliana Sandoz (PS)           | Concertación Ciudadana     | 103.710            | 58,53              | 177.183            | 39,90              |
| Primero Santa Fe                | Encuentro Progresista                     | Patricia Liliana Sandoz (PS)           | 19.490                     | 11,00              |                    | 177.183            | 39,90              |
| Santa Fe Pujante                | Encuentro Progresista                     | Patricia Liliana Sandoz (PS)           | 16.442                     | 9,28               |                    | 177.183            | 39,90              |
| Participación Vecinal           | Encuentro Progresista                     | Patricia Liliana Sandoz (PS)           | 13.796                     | 7,79               |                    | 177.183            | 39,90              |
| Poder del Pueblo                | Encuentro Progresista                     | Patricia Liliana Sandoz (PS)           | 12.832                     | 7,24               |                    | 177.183            | 39,90              |
| Mejor Santa Fe                  | Encuentro Progresista                     | Patricia Liliana Sandoz (PS)           | 2.000                      | 1,13               |                    | 177.183            | 39,90              |
| Compromiso con la Gente         | Encuentro Progresista                     | Patricia Liliana Sandoz (PS)           | 1.529                      | 0,86               |                    | 177.183            | 39,90              |
| Participación Ciudadana         | Encuentro Progresista                     | Patricia Liliana Sandoz (PS)           | 1.400                      | 0,79               |                    | 177.183            | 39,90              |
| Total                           | Encuentro Progresista                     | Patricia Liliana Sandoz (PS)           | 171.199                    | 96,62              |                    | 177.183            | 39,90              |
| Norberto Soriano (UCR)          | Encuentro Progresista                     | Coalición por Santa Fe                 | 3.591                      | 2,03               |                    | 177.183            | 39,90              |
| Rubén A. Casarini               | Encuentro Progresista                     | Santafesinos por Santa Fe              | 2.175                      | 1,23               |                    | 177.183            | 39,90              |
| Votos al lema                   | Votos al lema                             | 218                                    | 0,12                       |                    |                    | 177.183            | 39,90              |
|                                 | Partido Justicialista                     | Alberto Oscar Joaquín                  | Frente para la Victoria    | 31.662             | 18,31              | 172.887            | 38,93              |
| Una Sola Santa Fe               | Partido Justicialista                     | Alberto Oscar Joaquín                  | 21.605                     | 12,50              |                    | 172.887            | 38,93              |
| Total                           | Partido Justicialista                     | Alberto Oscar Joaquín                  | 53.267                     | 30,81              |                    | 172.887            | 38,93              |
| Luisa Cristina Donni            | Partido Justicialista                     | Por Santa Fe                           | 21.769                     | 12,59              |                    | 172.887            | 38,93              |
| Luisa Cristina Donni            | Partido Justicialista                     | Juntos por Santa Fe                    | 8.308                      | 4,81               |                    | 172.887            | 38,93              |
| Luisa Cristina Donni            | Partido Justicialista                     | Producción y Trabajo                   | 8.108                      | 4,69               |                    | 172.887            | 38,93              |
| Luisa Cristina Donni            | Partido Justicialista                     | Total                                  | 38.185                     | 22,09              |                    | 172.887            | 38,93              |
| Sergio Aníbal Rossi             | Partido Justicialista                     | Santa Fe en Crecimiento                | 16.734                     | 9,68               |                    | 172.887            | 38,93              |
| Sergio Aníbal Rossi             | Partido Justicialista                     | Santa Fe Productiva                    | 9.930                      | 5,74               |                    | 172.887            | 38,93              |
| Sergio Aníbal Rossi             | Partido Justicialista                     | La Corriente Fundadora                 | 4.421                      | 2,56               |                    | 172.887            | 38,93              |
| Sergio Aníbal Rossi             | Partido Justicialista                     | Total                                  | 31.085                     | 17,98              |                    | 172.887            | 38,93              |
| Ricardo Enrique Marengo         | Partido Justicialista                     | Cambio Participativo                   | 15.615                     | 9,03               |                    | 172.887            | 38,93              |
| Ricardo Enrique Marengo         | Partido Justicialista                     | Trabajando por Santa Fe                | 7.218                      | 4,17               |                    | 172.887            | 38,93              |
| Ricardo Enrique Marengo         | Partido Justicialista                     | Total                                  | 22.833                     | 13,21              |                    | 172.887            | 38,93              |
| Florencia Lo Celso              | Partido Justicialista                     | Todos por Santa Fe                     | 7.344                      | 4,25               |                    | 172.887            | 38,93              |
| Florencia Lo Celso              | Partido Justicialista                     | Unidos por Santa Fe                    | 1.725                      | 1,00               |                    | 172.887            | 38,93              |
| Florencia Lo Celso              | Partido Justicialista                     | Total                                  | 9.069                      | 5,25               |                    | 172.887            | 38,93              |
| Oscar Rubén Cimino              | Partido Justicialista                     | El Tren K para la Victoria             | 6.543                      | 3,78               |                    | 172.887            | 38,93              |
| Lucio Castillo                  | Partido Justicialista                     | Para Producir y Distribuir             | 6.339                      | 3,67               |                    | 172.887            | 38,93              |
| Pablo Fernando Romano           | Partido Justicialista                     | Corriente de Acción Vecinal            | 5.216                      | 3,02               |                    | 172.887            | 38,93              |
| Votos al lema                   | Votos al lema                             | 350                                    | 0,20                       |                    |                    | 172.887            | 38,93              |
|                                 | Afirmación para una República Igualitaria | Fernando Alfredo Federico              | —                          | —                  | —                  | 57.321             | 12,91              |
|                                 | Partido Demócrata Progresista             | Horacio Fidel López                    | Crecimiento y Progreso     | 16.102             | 67,17              | 23.973             | 5,40               |
| José Emilio Berval              | Partido Demócrata Progresista             | Movimiento Federal Recrear             | 7.853                      | 32,76              |                    | 23.973             | 5,40               |
| Votos al lema                   | Votos al lema                             | 18                                     | 0,08                       |                    |                    | 23.973             | 5,40               |
|                                 | Izquierda Unida                           | Enrique Gigena                         | —                          | —                  | —                  | 5.292              | 1,19               |
|                                 | Partido Obrero                            | Silvia Cristina Coronel                | —                          | —                  | —                  | 2.680              | 0,60               |
|                                 | Partido Humanista                         | Emilia Graciela Juana Barraza          | —                          | —                  | —                  | 2.644              | 0,60               |
|                                 | Partido Popular de la Reconstrucción      | Donato Potenza                         | —                          | —                  | —                  | 996                | 0,22               |
|                                 | Partido de Participación Popular          | Osvaldo Barbieri                       | —                          | —                  | —                  | 766                | 0,17               |
|                                 | Círculo de Integración Republicana        | Héctor Rubén Pelozo                    | —                          | —                  | —                  | 372                | 0,08               |
| Votos positivos                 | Votos positivos                           | Votos positivos                        | Votos positivos            | Votos positivos    | Votos positivos    | 444.114            | 71,70              |
| Votos en blanco                 | Votos en blanco                           | Votos en blanco                        | Votos en blanco            | Votos en blanco    | Votos en blanco    | 164.909            | 26,62              |
| Votos nulos                     | Votos nulos                               | Votos nulos                            | Votos nulos                | Votos nulos        | Votos nulos        | 10.398             | 1,68               |
| Total de votos                  | Total de votos                            | Total de votos                         | Total de votos             | Total de votos     | Total de votos     | 619.421            | 100                |
| San Cristóbal 1 Senador         |                                           |                                        |                            |                    |                    |                    |                    |
| Lema                            | Lema                                      | Candidato                              | Sublema                    | Sublema            | Sublema            | Lema               | Lema               |
| Lema                            | Lema                                      | Candidato                              | Sublema                    | Votos              | %                  | Votos              | %                  |
|                                 | Encuentro Progresista                     | Felipe Michlig (UCR)                   | Primero Santa Fe           | 8.950              | 48,65              | 18.395             | 56,68              |
| Compromiso con la Gente         | Encuentro Progresista                     | Felipe Michlig (UCR)                   | 6.070                      | 33,00              |                    | 18.395             | 56,68              |
| Participación Ciudadana         | Encuentro Progresista                     | Felipe Michlig (UCR)                   | 1.037                      | 5,64               |                    | 18.395             | 56,68              |
| Coalición por Santa Fe          | Encuentro Progresista                     | Felipe Michlig (UCR)                   | 930                        | 5,06               |                    | 18.395             | 56,68              |
| Mejor Santa Fe                  | Encuentro Progresista                     | Felipe Michlig (UCR)                   | 502                        | 2,73               |                    | 18.395             | 56,68              |
| Santa Fe Pujante                | Encuentro Progresista                     | Felipe Michlig (UCR)                   | 253                        | 1,38               |                    | 18.395             | 56,68              |
| Total                           | Encuentro Progresista                     | Felipe Michlig (UCR)                   | 17.742                     | 96,45              |                    | 18.395             | 56,68              |
| René Navarro Vital              | Encuentro Progresista                     | Concertación Ciudadana                 | 376                        | 2,04               |                    | 18.395             | 56,68              |
| René Navarro Vital              | Encuentro Progresista                     | Participación Vecinal                  | 271                        | 1,47               |                    | 18.395             | 56,68              |
| René Navarro Vital              | Encuentro Progresista                     | Total                                  | 647                        | 3,52               |                    | 18.395             | 56,68              |
| Votos al lema                   | Votos al lema                             | 6                                      | 0,03                       |                    |                    | 18.395             | 56,68              |
|                                 | Partido Justicialista                     | Ana Julia Possi                        | Por Santa Fe               | 6.179              | 44,86              | 13.765             | 42,42              |
| Para Producir y Distribuir      | Partido Justicialista                     | Ana Julia Possi                        | 1.186                      | 8,62               |                    | 13.765             | 42,42              |
| Todos por Santa Fe              | Partido Justicialista                     | Ana Julia Possi                        | 998                        | 7,25               |                    | 13.765             | 42,42              |
| Total                           | Partido Justicialista                     | Ana Julia Possi                        | 8.363                      | 60,76              |                    | 13.765             | 42,42              |
| Hipólito Leandro Moos           | Partido Justicialista                     | Frente para la Victoria                | 2.609                      | 18,95              |                    | 13.765             | 42,42              |
| Hipólito Leandro Moos           | Partido Justicialista                     | Trabajando por Santa Fe                | 740                        | 5,38               |                    | 13.765             | 42,42              |
| Hipólito Leandro Moos           | Partido Justicialista                     | Santa Fe Productiva                    | 601                        | 4,37               |                    | 13.765             | 42,42              |
| Hipólito Leandro Moos           | Partido Justicialista                     | Una Sola Santa Fe                      | 555                        | 4,03               |                    | 13.765             | 42,42              |
| Hipólito Leandro Moos           | Partido Justicialista                     | Santa Fe en Crecimiento                | 405                        | 2,94               |                    | 13.765             | 42,42              |
| Hipólito Leandro Moos           | Partido Justicialista                     | Cambio Participativo                   | 306                        | 2,22               |                    | 13.765             | 42,42              |
| Hipólito Leandro Moos           | Partido Justicialista                     | Corriente de Acción Vecinal            | 5                          | 0,04               |                    | 13.765             | 42,42              |
| Hipólito Leandro Moos           | Partido Justicialista                     | La Corriente Fundadora                 | 1                          | 0,01               |                    | 13.765             | 42,42              |
| Hipólito Leandro Moos           | Partido Justicialista                     | Total                                  | 5.222                      | 37,94              |                    | 13.765             | 42,42              |
| Roberto César Méndez            | Partido Justicialista                     | El Tren K para la Victoria             | 153                        | 1,11               |                    | 13.765             | 42,42              |
| Votos al lema                   | Votos al lema                             | 27                                     | 0,20                       |                    |                    | 13.765             | 42,42              |
|                                 | Afirmación para una República Igualitaria | Raúl Raimundo Lagger                   | —                          | —                  | —                  | 130                | 0,40               |
|                                 | Izquierda Unida                           | Celso Clemente Maldonado               | —                          | —                  | —                  | 59                 | 0,18               |
|                                 | Partido Humanista                         | Enrique Ramón Centurión                | —                          | —                  | —                  | 53                 | 0,16               |
|                                 | Partido Obrero                            | María Esther Barbaresco                | —                          | —                  | —                  | 50                 | 0,15               |
|                                 | Círculo de Integración Republicana        | Reinaldo José Mendoza                  | —                          | —                  | —                  | 1                  | 0,00               |
| Votos positivos                 | Votos positivos                           | Votos positivos                        | Votos positivos            | Votos positivos    | Votos positivos    | 32.453             | 86,52              |
| Votos en blanco                 | Votos en blanco                           | Votos en blanco                        | Votos en blanco            | Votos en blanco    | Votos en blanco    | 4.906              | 13,08              |
| Votos nulos                     | Votos nulos                               | Votos nulos                            | Votos nulos                | Votos nulos        | Votos nulos        | 150                | 0,40               |
| Total de votos                  | Total de votos                            | Total de votos                         | Total de votos             | Total de votos     | Total de votos     | 37.509             | 100                |
| San Javier 1 Senador            |                                           |                                        |                            |                    |                    |                    |                    |
| Lema                            | Lema                                      | Candidato                              | Sublema                    | Sublema            | Sublema            | Lema               | Lema               |
| Lema                            | Lema                                      | Candidato                              | Sublema                    | Votos              | %                  | Votos              | %                  |
|                                 | Partido Justicialista                     | José Ramón Baucero                     | Frente para la Victoria    | 4.587              | 47,00              | 9.760              | 64,43              |
| Trabajando por Santa Fe         | Partido Justicialista                     | José Ramón Baucero                     | 723                        | 7,41               |                    | 9.760              | 64,43              |
| Una Sola Santa Fe               | Partido Justicialista                     | José Ramón Baucero                     | 76                         | 0,78               |                    | 9.760              | 64,43              |
| La Corriente Fundadora          | Partido Justicialista                     | José Ramón Baucero                     | 14                         | 0,14               |                    | 9.760              | 64,43              |
| Corriente de Acción Vecinal     | Partido Justicialista                     | José Ramón Baucero                     | 1                          | 0,01               |                    | 9.760              | 64,43              |
| Total                           | Partido Justicialista                     | José Ramón Baucero                     | 5.401                      | 55,34              |                    | 9.760              | 64,43              |
| Eduardo Alberto Zilli           | Partido Justicialista                     | Por Santa Fe                           | 2.147                      | 22,00              |                    | 9.760              | 64,43              |
| Eduardo Alberto Zilli           | Partido Justicialista                     | Producción y Trabajo                   | 1.127                      | 11,55              |                    | 9.760              | 64,43              |
| Eduardo Alberto Zilli           | Partido Justicialista                     | Juntos por Santa Fe                    | 422                        | 4,32               |                    | 9.760              | 64,43              |
| Eduardo Alberto Zilli           | Partido Justicialista                     | Todos por Santa Fe                     | 367                        | 3,76               |                    | 9.760              | 64,43              |
| Eduardo Alberto Zilli           | Partido Justicialista                     | Para Producir y Distribuir             | 148                        | 1,52               |                    | 9.760              | 64,43              |
| Eduardo Alberto Zilli           | Partido Justicialista                     | Más y Mejor para San Javier            | 127                        | 1,30               |                    | 9.760              | 64,43              |
| Eduardo Alberto Zilli           | Partido Justicialista                     | El Tren K para la Victoria             | 14                         | 0,14               |                    | 9.760              | 64,43              |
| Eduardo Alberto Zilli           | Partido Justicialista                     | Total                                  | 4.352                      | 44,59              |                    | 9.760              | 64,43              |
| Votos al lema                   | Votos al lema                             | 7                                      | 0,07                       |                    |                    | 9.760              | 64,43              |
|                                 | Encuentro Progresista                     | María Silvia Migno (UCR)               | Poder del Pueblo           | 1.496              | 29,01              | 5.157              | 34,04              |
| Santa Fe Pujante                | Encuentro Progresista                     | María Silvia Migno (UCR)               | 1.105                      | 21,43              |                    | 5.157              | 34,04              |
| Mejor Santa Fe                  | Encuentro Progresista                     | María Silvia Migno (UCR)               | 757                        | 14,68              |                    | 5.157              | 34,04              |
| Compromiso con la Gente         | Encuentro Progresista                     | María Silvia Migno (UCR)               | 679                        | 13,17              |                    | 5.157              | 34,04              |
| Participación Ciudadana         | Encuentro Progresista                     | María Silvia Migno (UCR)               | 586                        | 11,36              |                    | 5.157              | 34,04              |
| Total                           | Encuentro Progresista                     | María Silvia Migno (UCR)               | 4.623                      | 89,65              |                    | 5.157              | 34,04              |
| Santiago Ignacio Vigil (PS)     | Encuentro Progresista                     | Concertación Ciudadana                 | 504                        | 9,77               |                    | 5.157              | 34,04              |
| Santiago Ignacio Vigil (PS)     | Encuentro Progresista                     | Coalición por Santa Fe                 | 9                          | 0,17               |                    | 5.157              | 34,04              |
| Santiago Ignacio Vigil (PS)     | Encuentro Progresista                     | Participación Vecinal                  | 4                          | 0,08               |                    | 5.157              | 34,04              |
| Santiago Ignacio Vigil (PS)     | Encuentro Progresista                     | Primero Santa Fe                       | 3                          | 0,06               |                    | 5.157              | 34,04              |
| Santiago Ignacio Vigil (PS)     | Encuentro Progresista                     | Total                                  | 520                        | 10,08              |                    | 5.157              | 34,04              |
| Votos al lema                   | Votos al lema                             | 14                                     | 0,27                       |                    |                    | 5.157              | 34,04              |
|                                 | Afirmación para una República Igualitaria | Aníbal Claudio Capeletti               | —                          | —                  | —                  | 133                | 0,88               |
|                                 | Partido Demócrata Progresista             | Hugo Roberto Engler                    | Movimiento Federal Recrear | 35                 | 68,63              | 51                 | 0,34               |
| Crecimiento y Progreso          | Partido Demócrata Progresista             | Hugo Roberto Engler                    | 16                         | 31,37              |                    | 51                 | 0,34               |
|                                 | Izquierda Unida                           | Sergio José Lubo                       | —                          | —                  | —                  | 28                 | 0,18               |
|                                 | Partido Obrero                            | Elsa Sosa                              | —                          | —                  | —                  | 19                 | 0,13               |
| Votos positivos                 | Votos positivos                           | Votos positivos                        | Votos positivos            | Votos positivos    | Votos positivos    | 15.148             | 93,26              |
| Votos en blanco                 | Votos en blanco                           | Votos en blanco                        | Votos en blanco            | Votos en blanco    | Votos en blanco    | 1.030              | 6,34               |
| Votos nulos                     | Votos nulos                               | Votos nulos                            | Votos nulos                | Votos nulos        | Votos nulos        | 65                 | 0,40               |
| Total de votos                  | Total de votos                            | Total de votos                         | Total de votos             | Total de votos     | Total de votos     | 16.243             | 100                |
| San Jerónimo 1 Senador          |                                           |                                        |                            |                    |                    |                    |                    |
| Lema                            | Lema                                      | Candidato                              | Sublema                    | Sublema            | Sublema            | Lema               | Lema               |
| Lema                            | Lema                                      | Candidato                              | Sublema                    | Votos              | %                  | Votos              | %                  |
|                                 | Partido Justicialista                     | Danilo Hugo José Capitani              | Por Santa Fe               | 7.650              | 31,75              | 24.092             | 65,34              |
| Juntos por Santa Fe             | Partido Justicialista                     | Danilo Hugo José Capitani              | 948                        | 3,93               |                    | 24.092             | 65,34              |
| Trabajando por Santa Fe         | Partido Justicialista                     | Danilo Hugo José Capitani              | 800                        | 3,32               |                    | 24.092             | 65,34              |
| Todos por Santa Fe              | Partido Justicialista                     | Danilo Hugo José Capitani              | 730                        | 3,03               |                    | 24.092             | 65,34              |
| Para Producir y Distribuir      | Partido Justicialista                     | Danilo Hugo José Capitani              | 445                        | 1,85               |                    | 24.092             | 65,34              |
| Nueva Generación                | Partido Justicialista                     | Danilo Hugo José Capitani              | 1                          | 0,00               |                    | 24.092             | 65,34              |
| Total                           | Partido Justicialista                     | Danilo Hugo José Capitani              | 10.574                     | 43,89              |                    | 24.092             | 65,34              |
| Oscar Alfredo Romagnoli         | Partido Justicialista                     | Frente para la Victoria                | 4.030                      | 16,7               |                    | 24.092             | 65,34              |
| Oscar Alfredo Romagnoli         | Partido Justicialista                     | Santa Fe Productiva                    | 1.169                      | 4,85               |                    | 24.092             | 65,34              |
| Oscar Alfredo Romagnoli         | Partido Justicialista                     | Renovación Santafesina                 | 711                        | 2,95               |                    | 24.092             | 65,34              |
| Oscar Alfredo Romagnoli         | Partido Justicialista                     | Corriente de Acción Vecinal            | 560                        | 2,32               |                    | 24.092             | 65,34              |
| Oscar Alfredo Romagnoli         | Partido Justicialista                     | Cambio Participativo                   | 296                        | 1,23               |                    | 24.092             | 65,34              |
| Oscar Alfredo Romagnoli         | Partido Justicialista                     | La Corriente Fundadora                 | 2                          | 0,01               |                    | 24.092             | 65,34              |
| Oscar Alfredo Romagnoli         | Partido Justicialista                     | Total                                  | 6.768                      | 28,09              |                    | 24.092             | 65,34              |
| Arnoldo Félix Maranzana         | Partido Justicialista                     | Santa Fe en Crecimiento                | 3.960                      | 16,44              |                    | 24.092             | 65,34              |
| Arnoldo Félix Maranzana         | Partido Justicialista                     | Una Sola Santa Fe                      | 244                        | 1,01               |                    | 24.092             | 65,34              |
| Arnoldo Félix Maranzana         | Partido Justicialista                     | Total                                  | 4.204                      | 17,45              |                    | 24.092             | 65,34              |
| Eduardo A. Llahyah              | Partido Justicialista                     | Unidos por Santa Fe                    | 1.357                      | 5,63               |                    | 24.092             | 65,34              |
| Eduardo A. Llahyah              | Partido Justicialista                     | Producción y Trabajo                   | 1.143                      | 4,74               |                    | 24.092             | 65,34              |
| Eduardo A. Llahyah              | Partido Justicialista                     | Total                                  | 2.500                      | 10,38              |                    | 24.092             | 65,34              |
| Mónica Adriana Bertiche         | Partido Justicialista                     | El Tren K para la Victoria             | 6                          | 0,02               |                    | 24.092             | 65,34              |
| Votos al lema                   | Votos al lema                             | 40                                     | 0,017                      |                    |                    | 24.092             | 65,34              |
|                                 | Encuentro Progresista                     | Alfredo Luis Baetti                    | Concertación Ciudadana     | 5.205              | 63,34              | 8.217              | 22,29              |
| Participación Vecinal           | Encuentro Progresista                     | Alfredo Luis Baetti                    | 445                        | 5,42               |                    | 8.217              | 22,29              |
| Primero Santa Fe                | Encuentro Progresista                     | Alfredo Luis Baetti                    | 129                        | 1,57               |                    | 8.217              | 22,29              |
| Santafesinos por Santa Fe       | Encuentro Progresista                     | Alfredo Luis Baetti                    | 24                         | 0,29               |                    | 8.217              | 22,29              |
| Total                           | Encuentro Progresista                     | Alfredo Luis Baetti                    | 5.803                      | 70,62              |                    | 8.217              | 22,29              |
| Daniel Francisco Barbieri       | Encuentro Progresista                     | Santa Fe Pujante                       | 880                        | 10,71              |                    | 8.217              | 22,29              |
| Daniel Francisco Barbieri       | Encuentro Progresista                     | Coalición por Santa Fe                 | 524                        | 6,38               |                    | 8.217              | 22,29              |
| Daniel Francisco Barbieri       | Encuentro Progresista                     | Compromiso con la Gente                | 246                        | 2,99               |                    | 8.217              | 22,29              |
| Daniel Francisco Barbieri       | Encuentro Progresista                     | Mejor Santa Fe                         | 165                        | 2,01               |                    | 8.217              | 22,29              |
| Daniel Francisco Barbieri       | Encuentro Progresista                     | Participación Ciudadana                | 109                        | 1,33               |                    | 8.217              | 22,29              |
| Daniel Francisco Barbieri       | Encuentro Progresista                     | Total                                  | 1.924                      | 23,41              |                    | 8.217              | 22,29              |
| Fernando Antonio Ceratto        | Encuentro Progresista                     | Poder del Pueblo                       | 488                        | 5,94               |                    | 8.217              | 22,29              |
| Votos al lema                   | Votos al lema                             | 2                                      | 0,02                       |                    |                    | 8.217              | 22,29              |
|                                 | Partido Demócrata Progresista             | Roque Enzo Perusia                     | Movimiento Federal Recrear | 2.458              | 75,72              | 3.246              | 8,80               |
| Esteban Tobar                   | Partido Demócrata Progresista             | Crecimiento y Progreso                 | 787                        | 24,25              |                    | 3.246              | 8,80               |
| Votos al lema                   | Votos al lema                             | 1                                      | 0,03                       |                    |                    | 3.246              | 8,80               |
|                                 | Afirmación para una República Igualitaria | Beatriz Luján                          | —                          | —                  | —                  | 642                | 1,74               |
|                                 | Izquierda Unida                           | Liliana Inés Lafuente                  | —                          | —                  | —                  | 565                | 1,53               |
|                                 | Partido Humanista                         | María Teresa Leiva                     | —                          | —                  | —                  | 74                 | 0,20               |
|                                 | Partido Obrero                            | Ramón Alberto Santacruz                | —                          | —                  | —                  | 34                 | 0,09               |
| Votos positivos                 | Votos positivos                           | Votos positivos                        | Votos positivos            | Votos positivos    | Votos positivos    | 36.870             | 79,13              |
| Votos en blanco                 | Votos en blanco                           | Votos en blanco                        | Votos en blanco            | Votos en blanco    | Votos en blanco    | 9.481              | 20,35              |
| Votos nulos                     | Votos nulos                               | Votos nulos                            | Votos nulos                | Votos nulos        | Votos nulos        | 243                | 0,52               |
| Total de votos                  | Total de votos                            | Total de votos                         | Total de votos             | Total de votos     | Total de votos     | 46.594             | 100                |
| San Justo 1 Senador             |                                           |                                        |                            |                    |                    |                    |                    |
| Lema                            | Lema                                      | Candidato                              | Sublema                    | Sublema            | Sublema            | Lema               | Lema               |
| Lema                            | Lema                                      | Candidato                              | Sublema                    | Votos              | %                  | Votos              | %                  |
|                                 | Partido Justicialista                     | Ricardo Dionisio Olivera               | Por Santa Fe               | 3.115              | 26,62              | 11.700             | 55,97              |
| Producción y Trabajo            | Partido Justicialista                     | Ricardo Dionisio Olivera               | 1.538                      | 13,15              |                    | 11.700             | 55,97              |
| Todos por Santa Fe              | Partido Justicialista                     | Ricardo Dionisio Olivera               | 1.330                      | 11,37              |                    | 11.700             | 55,97              |
| Unidos por Santa Fe             | Partido Justicialista                     | Ricardo Dionisio Olivera               | 1.268                      | 10,84              |                    | 11.700             | 55,97              |
| Juntos por Santa Fe             | Partido Justicialista                     | Ricardo Dionisio Olivera               | 662                        | 5,66               |                    | 11.700             | 55,97              |
| Trabajando por Santa Fe         | Partido Justicialista                     | Ricardo Dionisio Olivera               | 545                        | 4,66               |                    | 11.700             | 55,97              |
| 11 de julio                     | Partido Justicialista                     | Ricardo Dionisio Olivera               | 410                        | 3,50               |                    | 11.700             | 55,97              |
| Nueva Generación                | Partido Justicialista                     | Ricardo Dionisio Olivera               | 159                        | 1,36               |                    | 11.700             | 55,97              |
| Cambio Participativo            | Partido Justicialista                     | Ricardo Dionisio Olivera               | 149                        | 1,27               |                    | 11.700             | 55,97              |
| Total                           | Partido Justicialista                     | Ricardo Dionisio Olivera               | 9.176                      | 78,43              |                    | 11.700             | 55,97              |
| Mario Alberto Sánchez           | Partido Justicialista                     | Frente para la Victoria                | 1.880                      | 16,07              |                    | 11.700             | 55,97              |
| Mario Alberto Sánchez           | Partido Justicialista                     | La Corriente Fundadora                 | 458                        | 3,91               |                    | 11.700             | 55,97              |
| Mario Alberto Sánchez           | Partido Justicialista                     | Corriente de Acción Vecinal            | 119                        | 1,02               |                    | 11.700             | 55,97              |
| Mario Alberto Sánchez           | Partido Justicialista                     | Total                                  | 2.457                      | 21,00              |                    | 11.700             | 55,97              |
| Sergio Fabián Alassia           | Partido Justicialista                     | El Tren K para la Victoria             | 20                         | 0,17               |                    | 11.700             | 55,97              |
| Votos al lema                   | Votos al lema                             | 47                                     | 0,40                       |                    |                    | 11.700             | 55,97              |
|                                 | Encuentro Progresista                     | Carlos Ernesto Cortina                 | Concertación Ciudadana     | 2.453              | 27,17              | 9.027              | 43,1               |
| Santa Fe Pujante                | Encuentro Progresista                     | Carlos Ernesto Cortina                 | 1.931                      | 21,39              |                    | 9.027              | 43,1               |
| Participación Ciudadana         | Encuentro Progresista                     | Carlos Ernesto Cortina                 | 494                        | 5,57               |                    | 9.027              | 43,1               |
| Total                           | Encuentro Progresista                     | Carlos Ernesto Cortina                 | 4.878                      | 54,04              |                    | 9.027              | 43,1               |
| Marcelo M. Mauro                | Encuentro Progresista                     | Primero Santa Fe                       | 1.654                      | 18,32              |                    | 9.027              | 43,1               |
| Marcelo M. Mauro                | Encuentro Progresista                     | Compromiso con la Gente                | 399                        | 4,42               |                    | 9.027              | 43,1               |
| Marcelo M. Mauro                | Encuentro Progresista                     | Mejor Santa Fe                         | 102                        | 1,13               |                    | 9.027              | 43,1               |
| Marcelo M. Mauro                | Encuentro Progresista                     | Total                                  | 2.155                      | 23,87              |                    | 9.027              | 43,1               |
| Roberto Luis Doglioli           | Encuentro Progresista                     | Participación Vecinal                  | 1.277                      | 14,15              |                    | 9.027              | 43,1               |
| Roberto Luis Doglioli           | Encuentro Progresista                     | Coalición por Santa Fe                 | 665                        | 7,37               |                    | 9.027              | 43,1               |
| Roberto Luis Doglioli           | Encuentro Progresista                     | Total                                  | 1.942                      | 21,51              |                    | 9.027              | 43,1               |
| Votos al lema                   | Votos al lema                             | 52                                     | 0,58                       |                    |                    | 9.027              | 43,1               |
|                                 | Izquierda Unida                           | Fernando Strada                        | —                          | —                  | —                  | 144                | 0,69               |
|                                 | Partido Demócrata Progresista             | Liliana Ester Rosset                   | Movimiento Federal Recrear | 18                 | 94,74              | 19                 | 0,09               |
| Crecimiento y Progreso          | Partido Demócrata Progresista             | Liliana Ester Rosset                   | 1                          | 5,26               |                    | 19                 | 0,09               |
|                                 | Partido Humanista                         | Raquel Beatriz Berga                   | —                          | —                  | —                  | 13                 | 0,06               |
| Votos positivos                 | Votos positivos                           | Votos positivos                        | Votos positivos            | Votos positivos    | Votos positivos    | 20.903             | 87,16              |
| Votos en blanco                 | Votos en blanco                           | Votos en blanco                        | Votos en blanco            | Votos en blanco    | Votos en blanco    | 3.023              | 12,61              |
| Votos nulos                     | Votos nulos                               | Votos nulos                            | Votos nulos                | Votos nulos        | Votos nulos        | 56                 | 0,23               |
| Total de votos                  | Total de votos                            | Total de votos                         | Total de votos             | Total de votos     | Total de votos     | 23.982             | 100                |
| San Lorenzo 1 Senador           |                                           |                                        |                            |                    |                    |                    |                    |
| Lema                            | Lema                                      | Candidato                              | Sublema                    | Sublema            | Sublema            | Lema               | Lema               |
| Lema                            | Lema                                      | Candidato                              | Sublema                    | Votos              | %                  | Votos              | %                  |
|                                 | Partido Justicialista                     | Armando Ramón Traferri                 | Santa Fe en Crecimiento    | 6.424              | 17,12              | 37.530             | 60,79              |
| Santa Fe Productiva             | Partido Justicialista                     | Armando Ramón Traferri                 | 5.147                      | 13,71              |                    | 37.530             | 60,79              |
| Cambio Participativo            | Partido Justicialista                     | Armando Ramón Traferri                 | 2.178                      | 5,80               |                    | 37.530             | 60,79              |
| Producción y Trabajo            | Partido Justicialista                     | Armando Ramón Traferri                 | 1.461                      | 3,89               |                    | 37.530             | 60,79              |
| Nueva Generación                | Partido Justicialista                     | Armando Ramón Traferri                 | 1.424                      | 3,79               |                    | 37.530             | 60,79              |
| Marcha de San Lorenzo           | Partido Justicialista                     | Armando Ramón Traferri                 | 1.366                      | 3,64               |                    | 37.530             | 60,79              |
| Para Producir y Distribuir      | Partido Justicialista                     | Armando Ramón Traferri                 | 1.284                      | 3,42               |                    | 37.530             | 60,79              |
| El Tren K para la Victoria      | Partido Justicialista                     | Armando Ramón Traferri                 | 567                        | 1,51               |                    | 37.530             | 60,79              |
| Corriente de Acción Vecinal     | Partido Justicialista                     | Armando Ramón Traferri                 | 48                         | 0,13               |                    | 37.530             | 60,79              |
| Total                           | Partido Justicialista                     | Armando Ramón Traferri                 | 19.899                     | 53,02              |                    | 37.530             | 60,79              |
| Gustavo Adolfo Cerdera          | Partido Justicialista                     | Frente para la Victoria                | 6.148                      | 16,38              |                    | 37.530             | 60,79              |
| Gustavo Adolfo Cerdera          | Partido Justicialista                     | Una Sola Santa Fe                      | 3.278                      | 8,73               |                    | 37.530             | 60,79              |
| Gustavo Adolfo Cerdera          | Partido Justicialista                     | Total                                  | 9.426                      | 25,12              |                    | 37.530             | 60,79              |
| Pedro Luis Giardino             | Partido Justicialista                     | Por Santa Fe                           | 2.325                      | 6,20               |                    | 37.530             | 60,79              |
| Pedro Luis Giardino             | Partido Justicialista                     | Unidos por Santa Fe                    | 1.654                      | 4,41               |                    | 37.530             | 60,79              |
| Pedro Luis Giardino             | Partido Justicialista                     | Juntos por Santa Fe                    | 624                        | 1,66               |                    | 37.530             | 60,79              |
| Pedro Luis Giardino             | Partido Justicialista                     | Total                                  | 4.603                      | 12,26              |                    | 37.530             | 60,79              |
| Jorge Raúl Monasterolo          | Partido Justicialista                     | Trabajando por Santa Fe                | 1.886                      | 5,03               |                    | 37.530             | 60,79              |
| Jorge Raúl Monasterolo          | Partido Justicialista                     | Todos por Santa Fe                     | 1.571                      | 4,19               |                    | 37.530             | 60,79              |
| Jorge Raúl Monasterolo          | Partido Justicialista                     | San Lorenzo por la Victoria            | 46                         | 0,12               |                    | 37.530             | 60,79              |
| Jorge Raúl Monasterolo          | Partido Justicialista                     | Total                                  | 3.503                      | 9,33               |                    | 37.530             | 60,79              |
| Votos al lema                   | Votos al lema                             | 99                                     | 0,26                       |                    |                    | 37.530             | 60,79              |
|                                 | Encuentro Progresista                     | Oscar Enrique Borra                    | Coalición por Santa Fe     | 3.107              | 18,13              | 17.133             | 27,75              |
| Concertación Ciudadana          | Encuentro Progresista                     | Oscar Enrique Borra                    | 2.859                      | 16,69              |                    | 17.133             | 27,75              |
| Santa Fe Pujante                | Encuentro Progresista                     | Oscar Enrique Borra                    | 2.259                      | 13,19              |                    | 17.133             | 27,75              |
| Primero Santa Fe                | Encuentro Progresista                     | Oscar Enrique Borra                    | 690                        | 4,03               |                    | 17.133             | 27,75              |
| Poder del Pueblo                | Encuentro Progresista                     | Oscar Enrique Borra                    | 446                        | 2,60               |                    | 17.133             | 27,75              |
| Santafesinos por Santa Fe       | Encuentro Progresista                     | Oscar Enrique Borra                    | 228                        | 1,33               |                    | 17.133             | 27,75              |
| Total                           | Encuentro Progresista                     | Oscar Enrique Borra                    | 9.589                      | 55,97              |                    | 17.133             | 27,75              |
| Guillermo Jorge Arroyo          | Encuentro Progresista                     | Participación Vecinal                  | 4.859                      | 28,36              |                    | 17.133             | 27,75              |
| Guillermo Jorge Arroyo          | Encuentro Progresista                     | Compromiso con la Gente                | 129                        | 0,75               |                    | 17.133             | 27,75              |
| Guillermo Jorge Arroyo          | Encuentro Progresista                     | Total                                  | 4.988                      | 29,11              |                    | 17.133             | 27,75              |
| José Luis Santi                 | Encuentro Progresista                     | Participación Ciudadana                | 2.290                      | 13,37              |                    | 17.133             | 27,75              |
| Rolando R. Aguiar               | Encuentro Progresista                     | Mejor Santa Fe                         | 246                        | 1,44               |                    | 17.133             | 27,75              |
| Votos al lema                   | Votos al lema                             | 20                                     | 0,12                       |                    |                    | 17.133             | 27,75              |
|                                 | Afirmación para una República Igualitaria | Carlos Alberto Monetti                 | —                          | —                  | —                  | 4.930              | 7,99               |
|                                 | Partido Demócrata Progresista             | Analía Semorile                        | Crecimiento y Progreso     | 477                | 50,42              | 946                | 1,53               |
| Movimiento Federal Recrear      | Partido Demócrata Progresista             | Analía Semorile                        | 464                        | 49,05              |                    | 946                | 1,53               |
| Votos al lema                   | Votos al lema                             | 5                                      | 0,53                       |                    |                    | 946                | 1,53               |
|                                 | Partido Obrero                            | Luis Raúl Calarota                     | —                          | —                  | —                  | 648                | 1,05               |
|                                 | Izquierda Unida                           | Luciano Claudio Meynet                 | —                          | —                  | —                  | 287                | 0,46               |
|                                 | Partido Humanista                         | Emiliano Rosemberg                     | —                          | —                  | —                  | 255                | 0,41               |
|                                 | Círculo de Integración Republicana        | Roberto Cabrera                        | —                          | —                  | —                  | 11                 | 0,02               |
| Votos positivos                 | Votos positivos                           | Votos positivos                        | Votos positivos            | Votos positivos    | Votos positivos    | 61.740             | 71,01              |
| Votos en blanco                 | Votos en blanco                           | Votos en blanco                        | Votos en blanco            | Votos en blanco    | Votos en blanco    | 24.493             | 28,17              |
| Votos nulos                     | Votos nulos                               | Votos nulos                            | Votos nulos                | Votos nulos        | Votos nulos        | 715                | 0,82               |
| Total de votos                  | Total de votos                            | Total de votos                         | Total de votos             | Total de votos     | Total de votos     | 86.948             | 100                |
| San Martín 1 Senador            |                                           |                                        |                            |                    |                    |                    |                    |
| Lema                            | Lema                                      | Candidato                              | Sublema                    | Sublema            | Sublema            | Lema               | Lema               |
| Lema                            | Lema                                      | Candidato                              | Sublema                    | Votos              | %                  | Votos              | %                  |
|                                 | Partido Justicialista                     | Daniel A. Depetris                     | Por Santa Fe               | 4.895              | 22,71              | 21.550             | 72,19              |
| Todos por Santa Fe              | Partido Justicialista                     | Daniel A. Depetris                     | 2.121                      | 9,84               |                    | 21.550             | 72,19              |
| Frente para la Victoria         | Partido Justicialista                     | Daniel A. Depetris                     | 2.078                      | 9,64               |                    | 21.550             | 72,19              |
| Trabajando por Santa Fe         | Partido Justicialista                     | Daniel A. Depetris                     | 1.938                      | 8,99               |                    | 21.550             | 72,19              |
| Corriente de Acción Vecinal     | Partido Justicialista                     | Daniel A. Depetris                     | 1.902                      | 8,83               |                    | 21.550             | 72,19              |
| Santa Fe Productiva             | Partido Justicialista                     | Daniel A. Depetris                     | 1.811                      | 8,40               |                    | 21.550             | 72,19              |
| Juntos por Santa Fe             | Partido Justicialista                     | Daniel A. Depetris                     | 1.091                      | 5,06               |                    | 21.550             | 72,19              |
| Santa Fe en Crecimiento         | Partido Justicialista                     | Daniel A. Depetris                     | 718                        | 3,33               |                    | 21.550             | 72,19              |
| Unidos por Santa Fe             | Partido Justicialista                     | Daniel A. Depetris                     | 630                        | 2,92               |                    | 21.550             | 72,19              |
| Cambio Participativo            | Partido Justicialista                     | Daniel A. Depetris                     | 333                        | 1,55               |                    | 21.550             | 72,19              |
| El Tren K para la Victoria      | Partido Justicialista                     | Daniel A. Depetris                     | 170                        | 0,79               |                    | 21.550             | 72,19              |
| Nueva Generación                | Partido Justicialista                     | Daniel A. Depetris                     | 64                         | 0,30               |                    | 21.550             | 72,19              |
| Total                           | Partido Justicialista                     | Daniel A. Depetris                     | 17.751                     | 82,37              |                    | 21.550             | 72,19              |
| Rubén Darío Turina              | Partido Justicialista                     | Producción y Trabajo                   | 1.556                      | 7,22               |                    | 21.550             | 72,19              |
| Rubén Darío Turina              | Partido Justicialista                     | La Corriente Fundadora                 | 803                        | 3,73               |                    | 21.550             | 72,19              |
| Rubén Darío Turina              | Partido Justicialista                     | Una Sola Santa Fe                      | 786                        | 3,65               |                    | 21.550             | 72,19              |
| Rubén Darío Turina              | Partido Justicialista                     | Para Producir y Distribuir             | 625                        | 2,90               |                    | 21.550             | 72,19              |
| Rubén Darío Turina              | Partido Justicialista                     | Total                                  | 3.770                      | 17,49              |                    | 21.550             | 72,19              |
| Votos al lema                   | Votos al lema                             | 29                                     | 0,13                       |                    |                    | 21.550             | 72,19              |
|                                 | Encuentro Progresista                     | Oraldo Llanos                          | Concertación Ciudadana     | 2.874              | 45,45              | 6.324              | 21,18              |
| Participación Vecinal           | Encuentro Progresista                     | Oraldo Llanos                          | 508                        | 8,03               |                    | 6.324              | 21,18              |
| Coalición por Santa Fe          | Encuentro Progresista                     | Oraldo Llanos                          | 371                        | 5,87               |                    | 6.324              | 21,18              |
| Primero Santa Fe                | Encuentro Progresista                     | Oraldo Llanos                          | 233                        | 3,68               |                    | 6.324              | 21,18              |
| Santa Fe Pujante                | Encuentro Progresista                     | Oraldo Llanos                          | 155                        | 2,45               |                    | 6.324              | 21,18              |
| Santafesinos por Santa Fe       | Encuentro Progresista                     | Oraldo Llanos                          | 103                        | 1,63               |                    | 6.324              | 21,18              |
| Total                           | Encuentro Progresista                     | Oraldo Llanos                          | 4.244                      | 67,11              |                    | 6.324              | 21,18              |
| Carmen Nieves Baudino           | Encuentro Progresista                     | Poder del Pueblo                       | 1.260                      | 19,92              |                    | 6.324              | 21,18              |
| Carmen Nieves Baudino           | Encuentro Progresista                     | Mejor Santa Fe                         | 721                        | 11,40              |                    | 6.324              | 21,18              |
| Carmen Nieves Baudino           | Encuentro Progresista                     | Participación Ciudadana                | 94                         | 1,48               |                    | 6.324              | 21,18              |
| Carmen Nieves Baudino           | Encuentro Progresista                     | Total                                  | 2.075                      | 32,81              |                    | 6.324              | 21,18              |
| Votos al lema                   | Votos al lema                             | 5                                      | 0,08                       |                    |                    | 6.324              | 21,18              |
|                                 | Afirmación para una República Igualitaria | Jorge Antonio Dioli                    | —                          | —                  | —                  | 1.038              | 3,48               |
|                                 | Partido Demócrata Progresista             | Omar Alberto Bonfil                    | Movimiento Federal Recrear | 402                | 80,89              | 497                | 1,66               |
| Graciela María Davi             | Partido Demócrata Progresista             | Crecimiento y Progreso                 | 92                         | 18,51              |                    | 497                | 1,66               |
| Votos al lema                   | Votos al lema                             | 3                                      | 0,60                       |                    |                    | 497                | 1,66               |
|                                 | Izquierda Unida                           | Roberto Domingo Bianciotto             | —                          | —                  | —                  | 185                | 0,62               |
|                                 | Partido Popular de la Reconstrucción      | Justo Alberto Barrera                  | —                          | —                  | —                  | 126                | 0,42               |
|                                 | Partido Obrero                            | Jorge Giménez                          | —                          | —                  | —                  | 70                 | 0,23               |
|                                 | Partido Humanista                         | Susana del Valle MacPerson             | —                          | —                  | —                  | 63                 | 0,21               |
| Votos positivos                 | Votos positivos                           | Votos positivos                        | Votos positivos            | Votos positivos    | Votos positivos    | 29.853             | 79,79              |
| Votos en blanco                 | Votos en blanco                           | Votos en blanco                        | Votos en blanco            | Votos en blanco    | Votos en blanco    | 7.295              | 19,50              |
| Votos nulos                     | Votos nulos                               | Votos nulos                            | Votos nulos                | Votos nulos        | Votos nulos        | 267                | 0,71               |
| Total de votos                  | Total de votos                            | Total de votos                         | Total de votos             | Total de votos     | Total de votos     | 37.415             | 100                |
| Vera 1 Senador                  |                                           |                                        |                            |                    |                    |                    |                    |
| Lema                            | Lema                                      | Candidato                              | Sublema                    | Sublema            | Sublema            | Lema               | Lema               |
| Lema                            | Lema                                      | Candidato                              | Sublema                    | Votos              | %                  | Votos              | %                  |
|                                 | Partido Justicialista                     | Hugo Fernando Pucheta                  | Por Santa Fe               | 3.651              | 24,23              | 15.071             | 58,23              |
| Cambio Participativo            | Partido Justicialista                     | Hugo Fernando Pucheta                  | 960                        | 6,37               |                    | 15.071             | 58,23              |
| Trabajando por Santa Fe         | Partido Justicialista                     | Hugo Fernando Pucheta                  | 806                        | 5,35               |                    | 15.071             | 58,23              |
| Unidos por Santa Fe             | Partido Justicialista                     | Hugo Fernando Pucheta                  | 788                        | 5,23               |                    | 15.071             | 58,23              |
| Nueva Generación                | Partido Justicialista                     | Hugo Fernando Pucheta                  | 5                          | 0,03               |                    | 15.071             | 58,23              |
| Total                           | Partido Justicialista                     | Hugo Fernando Pucheta                  | 6.210                      | 41,20              |                    | 15.071             | 58,23              |
| Martín Mucchielli               | Partido Justicialista                     | Todos por Santa Fe                     | 1.511                      | 10,03              |                    | 15.071             | 58,23              |
| Martín Mucchielli               | Partido Justicialista                     | Santa Fe en Crecimiento                | 1.367                      | 9,07               |                    | 15.071             | 58,23              |
| Martín Mucchielli               | Partido Justicialista                     | Producción y Trabajo                   | 958                        | 6,36               |                    | 15.071             | 58,23              |
| Martín Mucchielli               | Partido Justicialista                     | Para Producir y Distribuir             | 816                        | 5,41               |                    | 15.071             | 58,23              |
| Martín Mucchielli               | Partido Justicialista                     | Santa Fe Productiva                    | 750                        | 4,98               |                    | 15.071             | 58,23              |
| Martín Mucchielli               | Partido Justicialista                     | Vera Merece lo Mejor                   | 37                         | 0,25               |                    | 15.071             | 58,23              |
| Martín Mucchielli               | Partido Justicialista                     | Total                                  | 5.439                      | 36,09              |                    | 15.071             | 58,23              |
| Oscar R. Bournissent            | Partido Justicialista                     | Frente para la Victoria                | 2.205                      | 14,63              |                    | 15.071             | 58,23              |
| Oscar R. Bournissent            | Partido Justicialista                     | El Tren K para la Victoria             | 1.043                      | 6,92               |                    | 15.071             | 58,23              |
| Oscar R. Bournissent            | Partido Justicialista                     | Total                                  | 3.248                      | 21,55              |                    | 15.071             | 58,23              |
| Ramón Humberto Celestino        | Partido Justicialista                     | Juntos por Santa Fe                    | 160                        | 1,06               |                    | 15.071             | 58,23              |
| Votos al lema                   | Votos al lema                             | 14                                     | 0,09                       |                    |                    | 15.071             | 58,23              |
|                                 | Encuentro Progresista                     | Carlos Alberto Fontana                 | Santa Fe Pujante           | 4.705              | 44,86              | 10.489             | 40,53              |
| Coalición por Santa Fe          | Encuentro Progresista                     | Carlos Alberto Fontana                 | 4.046                      | 38,57              |                    | 10.489             | 40,53              |
| Primero Santa Fe                | Encuentro Progresista                     | Carlos Alberto Fontana                 | 836                        | 7,97               |                    | 10.489             | 40,53              |
| Mejor Santa Fe                  | Encuentro Progresista                     | Carlos Alberto Fontana                 | 262                        | 2,50               |                    | 10.489             | 40,53              |
| Compromiso con la Gente         | Encuentro Progresista                     | Carlos Alberto Fontana                 | 163                        | 1,55               |                    | 10.489             | 40,53              |
| Santafesinos por Santa Fe       | Encuentro Progresista                     | Carlos Alberto Fontana                 | 124                        | 1,18               |                    | 10.489             | 40,53              |
| Participación Ciudadana         | Encuentro Progresista                     | Carlos Alberto Fontana                 | 36                         | 0,34               |                    | 10.489             | 40,53              |
| Total                           | Encuentro Progresista                     | Carlos Alberto Fontana                 | 10.172                     | 96,98              |                    | 10.489             | 40,53              |
| Miguel José López               | Encuentro Progresista                     | Concertación Ciudadana                 | 232                        | 2,21               |                    | 10.489             | 40,53              |
| Miguel José López               | Encuentro Progresista                     | Participación Vecinal                  | 79                         | 0,75               |                    | 10.489             | 40,53              |
| Miguel José López               | Encuentro Progresista                     | Poder del Pueblo                       | 5                          | 0,05               |                    | 10.489             | 40,53              |
| Miguel José López               | Encuentro Progresista                     | Total                                  | 316                        | 3,01               |                    | 10.489             | 40,53              |
| Votos al lema                   | Votos al lema                             | 1                                      | 0,01                       |                    |                    | 10.489             | 40,53              |
|                                 | Afirmación para una República Igualitaria | Eduardo Sisuk                          | —                          | —                  | —                  | 167                | 0,65               |
|                                 | Izquierda Unida                           | Francisco Fortunato Ibarra             | —                          | —                  | —                  | 54                 | 0,21               |
|                                 | Partido Demócrata Progresista             | Luis Reinaldo Lobos                    | Crecimiento y Progreso     | 30                 | 63,83              | 47                 | 0,18               |
| Movimiento Federal Recrear      | Partido Demócrata Progresista             | Luis Reinaldo Lobos                    | 17                         | 36,17              |                    | 47                 | 0,18               |
|                                 | Partido Humanista                         | Carlos Daniel Fleita                   | —                          | —                  | —                  | 31                 | 0,12               |
|                                 | Partido Obrero                            | Andrés Pereyra                         | —                          | —                  | —                  | 18                 | 0,07               |
|                                 | Círculo de Integración Republicana        | Raúl Rubén Maroni                      | —                          | —                  | —                  | 3                  | 0,01               |
| Votos positivos                 | Votos positivos                           | Votos positivos                        | Votos positivos            | Votos positivos    | Votos positivos    | 25.880             | 93,34              |
| Votos en blanco                 | Votos en blanco                           | Votos en blanco                        | Votos en blanco            | Votos en blanco    | Votos en blanco    | 1.738              | 6,27               |
| Votos nulos                     | Votos nulos                               | Votos nulos                            | Votos nulos                | Votos nulos        | Votos nulos        | 109                | 0,39               |
| Total de votos                  | Total de votos                            | Total de votos                         | Total de votos             | Total de votos     | Total de votos     | 27.727             | 100                |